# Art etíop

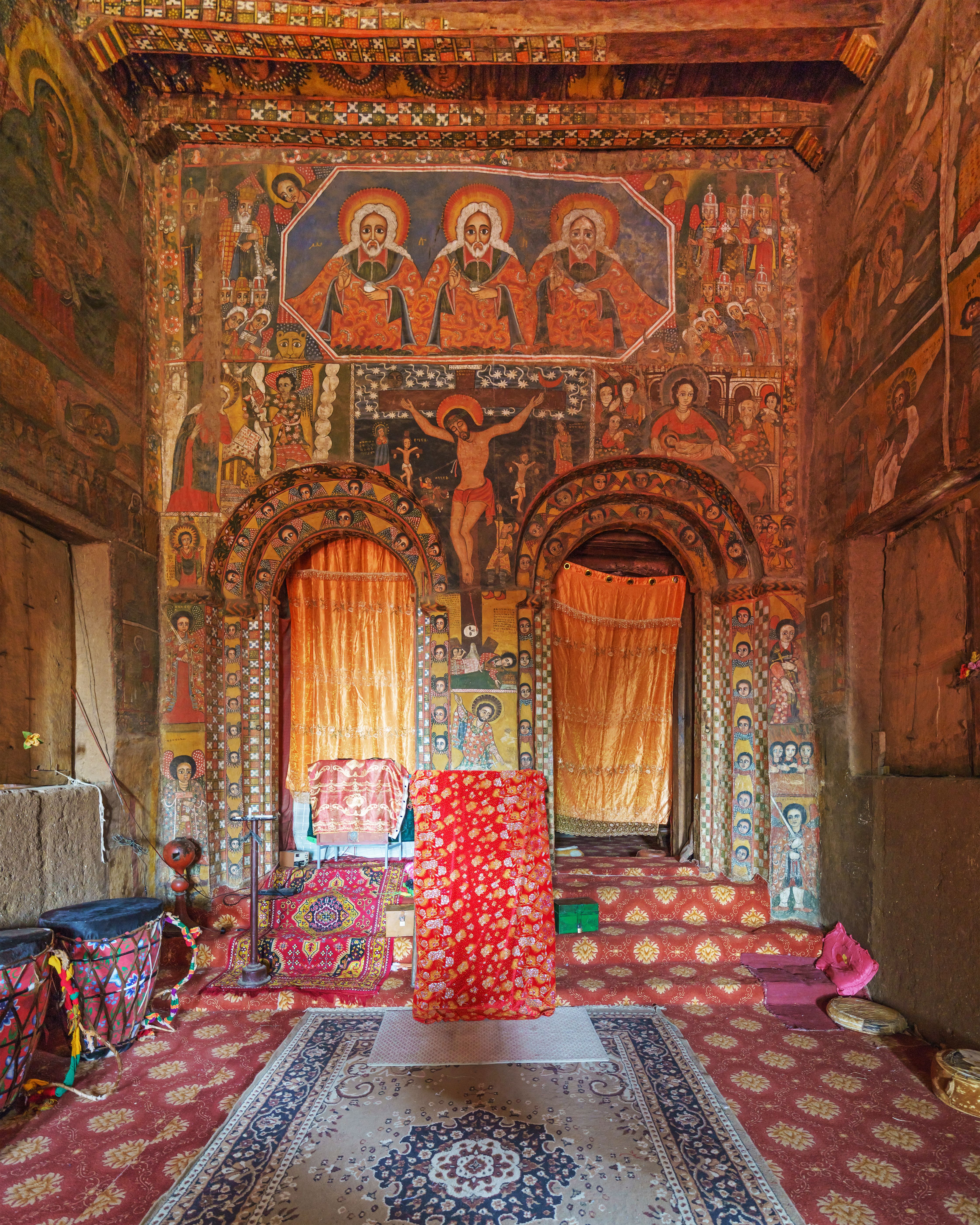
Església de Debre Berhan Selassie, Gondar.

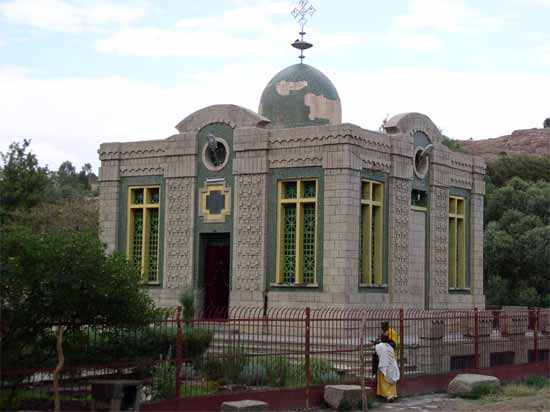
Església de Santa Maria de Sion, on la tradició situa l'arca de l'Aliança, que hauria vingut amb Menelik I, fill de Salomó (rei d'Israel) i la reina de Saba.

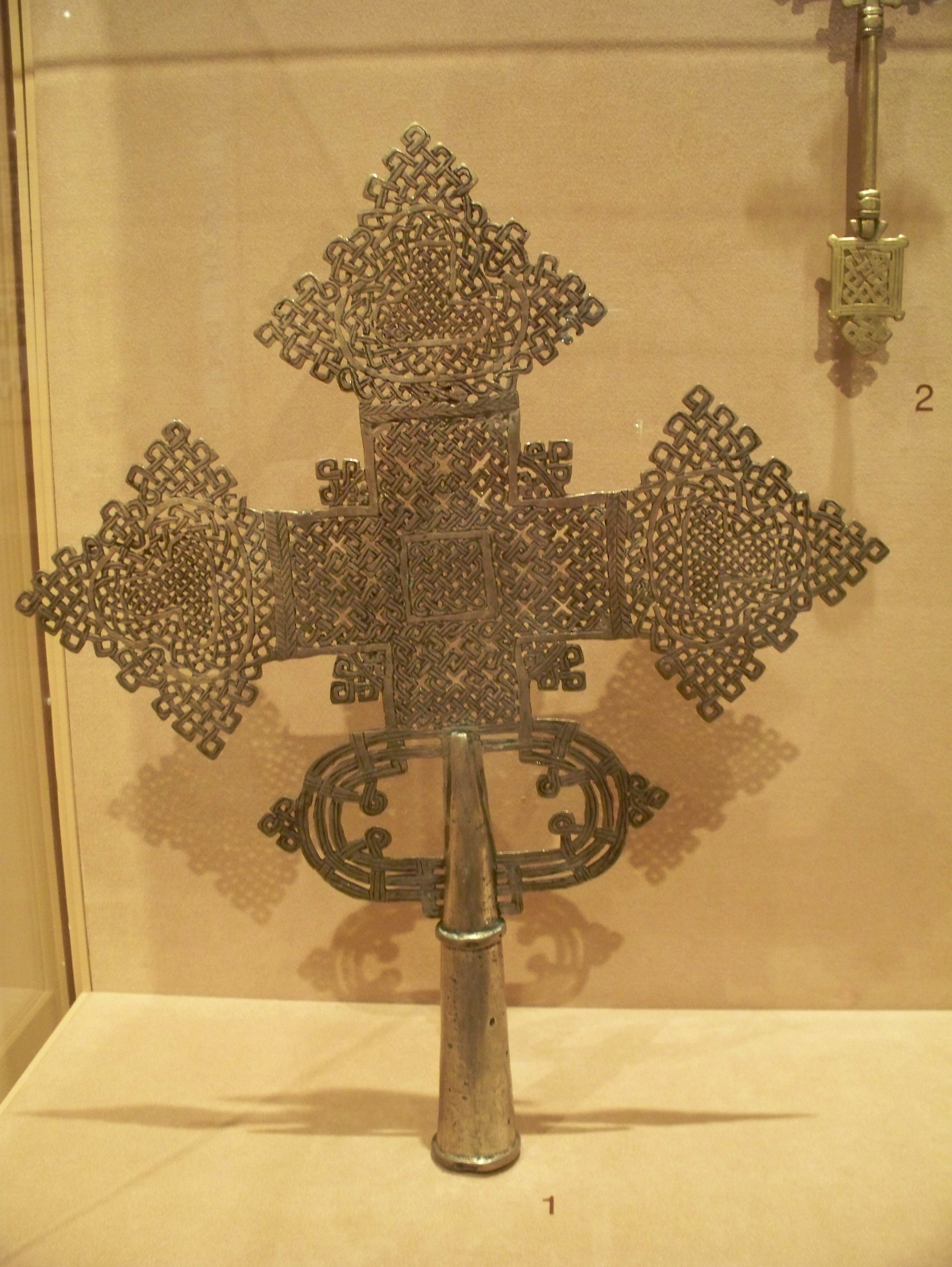
Creu processional de plata.

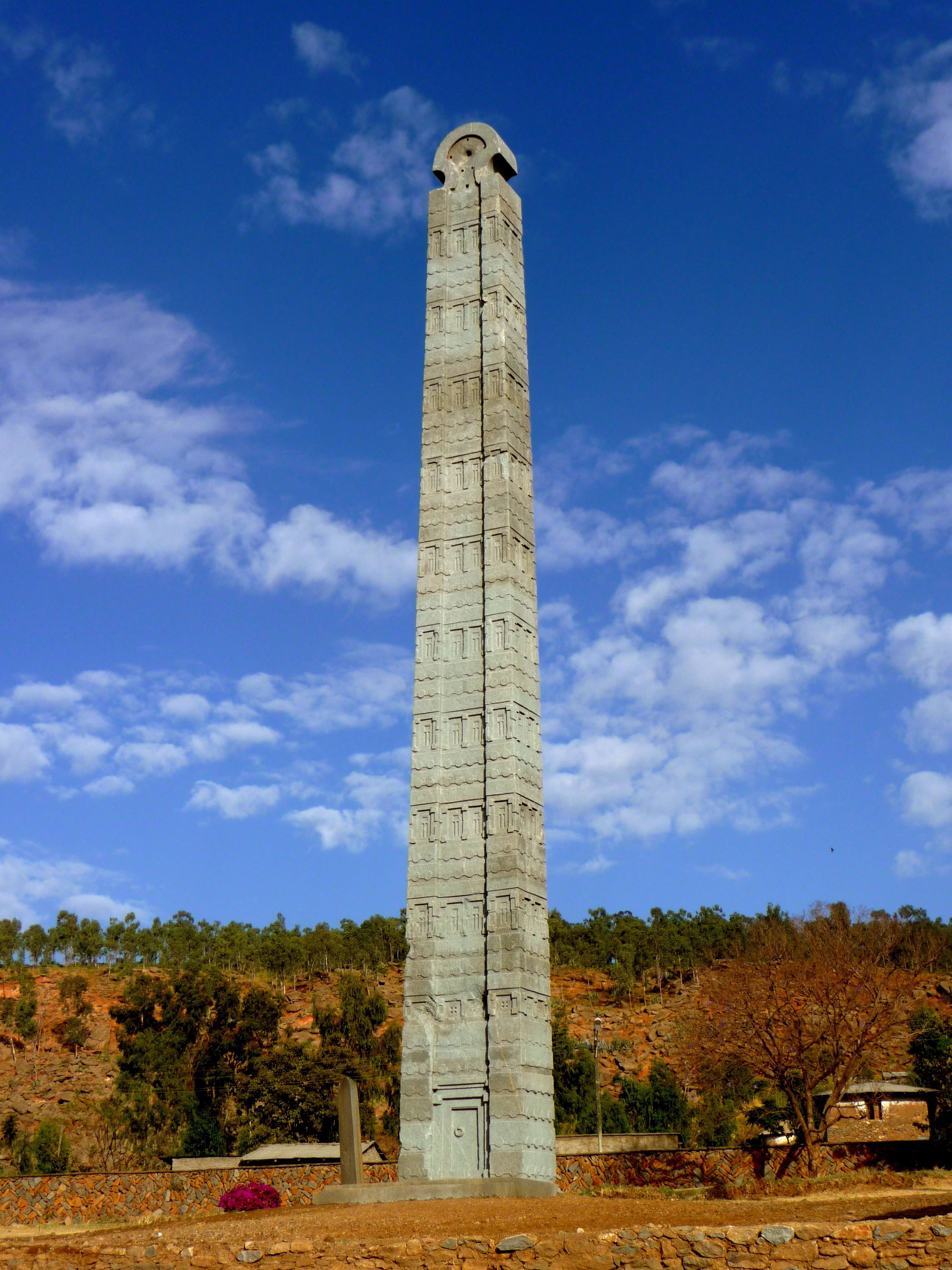
Obelisc d'Aksum

L'art etíop és la manifestació en l'art de la civilització etíop, una civilització cristiana africana que es va desenvolupar durant mil·lennis de forma relativament aïllada (des del segle vii l'expansió de l'islam la va separar de la resta de la cristiandat).
Les expressions artístiques principals han estat l'arquitectura, la pintura i l'orfebreria. També hi ha una varietat de tradicions en el món tèxtil, moltes amb decoració geomètrica teixida, tot i que hi ha tipus que solen ser llisos

## Arquitectura i escultura
Els exemples més importants d'arquitectura i escultura etíop són les esglésies tallades a la roca de Lalibela i l'obelisc d'Aksum. Hi ha molts altres exemples d'arquitectura civil i religiosa en pedra i en materials peribles.
L'arquitectura cristiana va estar influïda parcialment per la del regne d'Aksum. Els primers monuments tallats en roca daten dels segles VII al X. Apareixen inicialment a la província de Tigré, on entre els segles X i XII es construeix una gran església funerària de planta cruciforme dedicada als reis Abreha i Atsbeha. El conjunt més important és del de Lalibela, on Gebre Mesqel fa tallar al segle xiii un conjunt extraordinari d'esglésies monolítiques. Les esglésies construïdes de manera convencional solen tenir forma octogonal.

## Pintura
L'interior dels edificis religiosos és habitualment decorat amb pintures d'influència romana d'Orient.
Les pintures cristianes més antigues conservades són manuscrits il·luminats cap al segle vii; els contactes entre el regne d'Aksum i l'Orient Mitjà són perceptibles estilísticament. L'aïllament davant de la resta del món cristià va produir una especificitat visible entre els segles XII i XV, quan es va desenvolupar el genuí estil etíop. La primera escola pictòrica original va aparèixer cap al 1400, en la il·lustració de manuscrits, principalment.
Es qualifica a la pintura etíop com a naïf. La representació del cos humà està estereotipada i simplificada, amb ulls grans i ametllats. Els colors són molt vius. Els temes són religiosos, i els suports principals són els murs de les esglésies i les pàgines dels llibres sagrats i els llibres plegats anomenats sensul (és una forma que apareix al segle xvi; les il·lustracions s'acompanyen d'inscripcions que les identifiquen, oracions i himnes litúrgics).

### Galeria

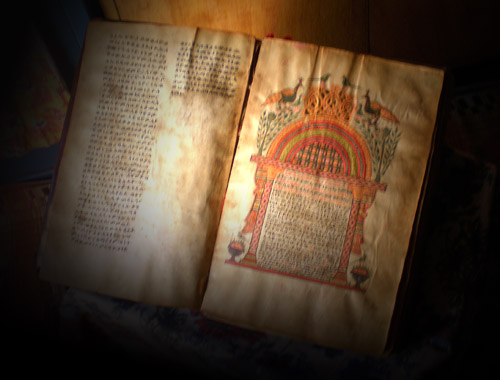
Bíblia procedent d'un monestir delllac Tana, segles XII-XIII.
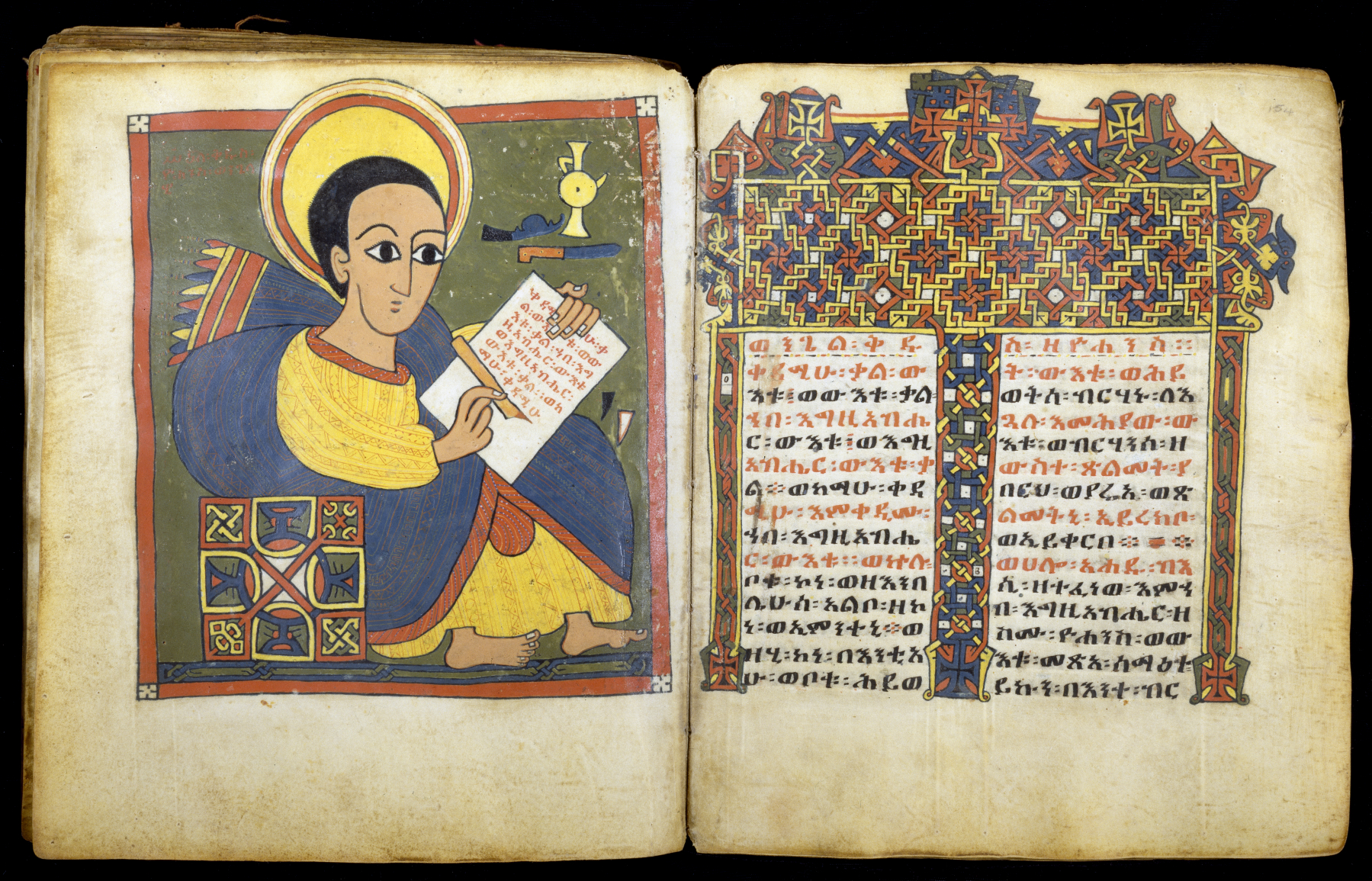
Joan Evangelista en un evangelari de Gunda Gunde, Paul B. Henze, "A visit a Gunda Gunde (Irob) - February 1998", basat en la presentació de l'anterior Orbis Aethiopicus
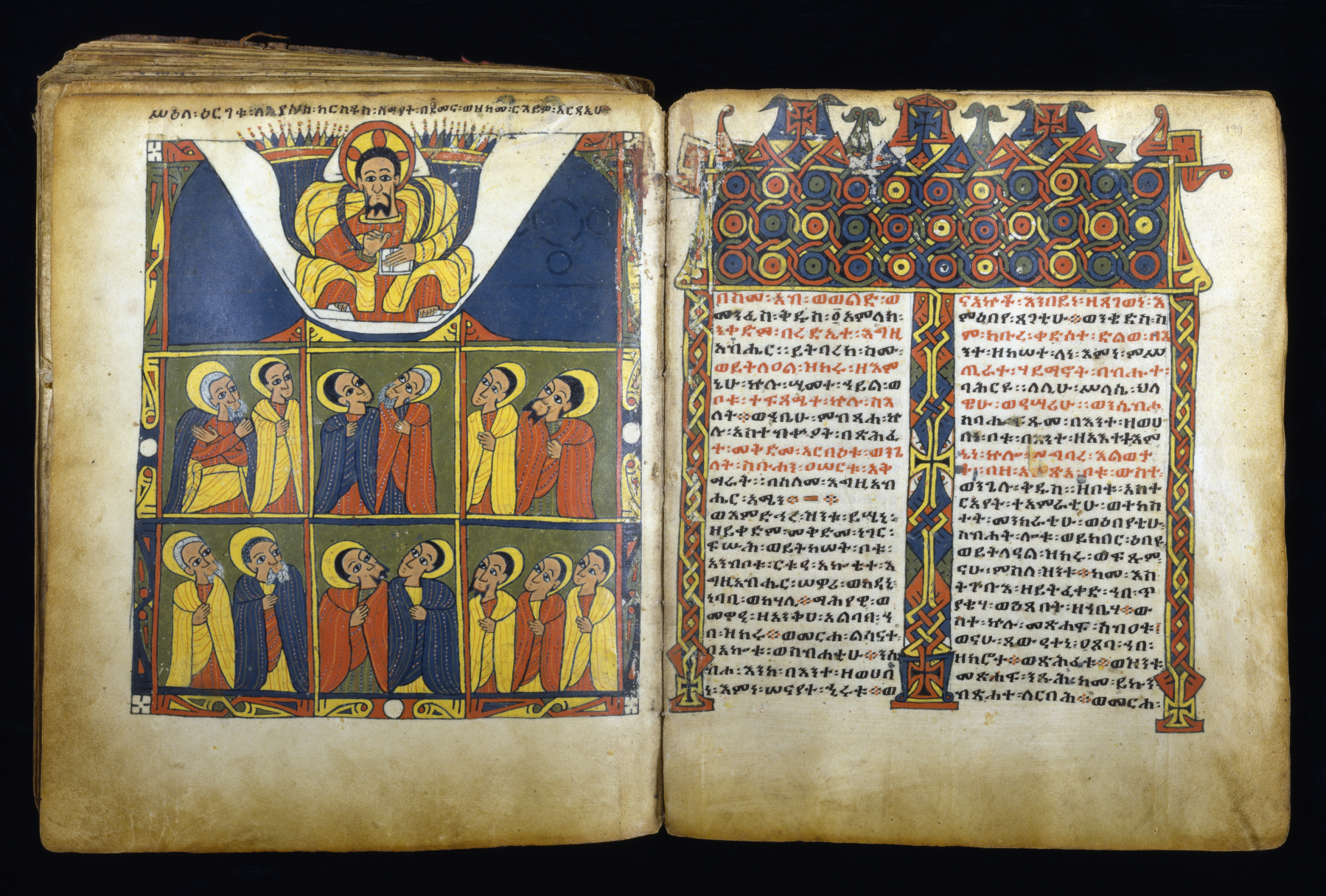
Evangelari Gunda Gunde, ca. 1540.
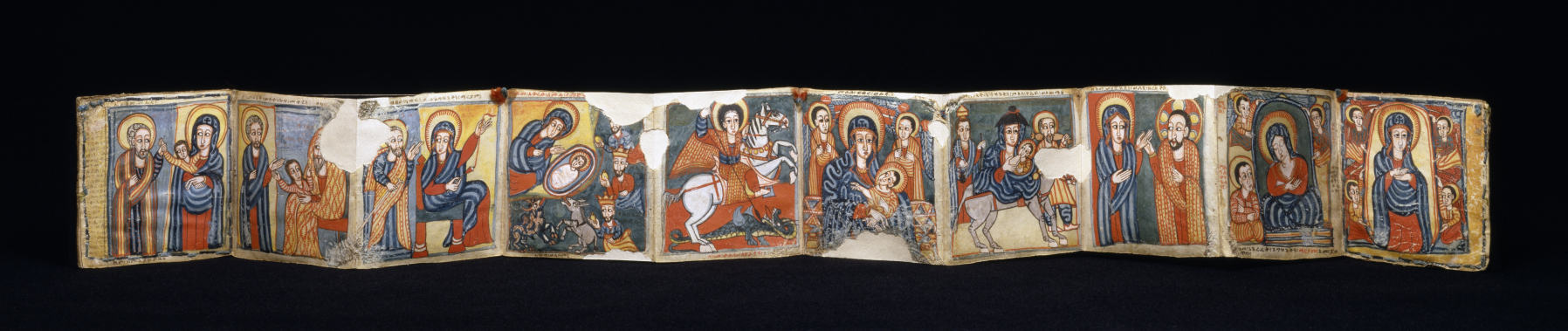
Sensul.
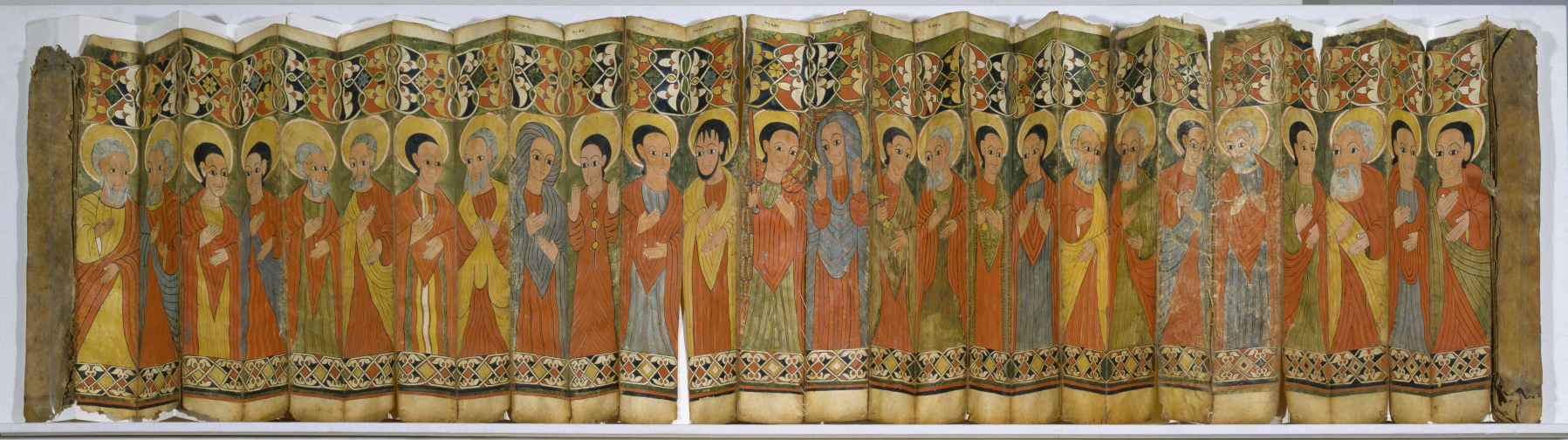
Icona processional.

Un dels exemples més coneguts és a l'església de Debre Berhan Selassie (" Trinitat de Debre Berhan ", prop de Gondar, la capital històrica d'Etiòpia), famosa pel seu sostre cobert d'àngels (que en l'art etíop es representen com a caps alades) i altres murals de finals del segle xvii. També hi ha icones i retaules en fusta (díptics i tríptics).

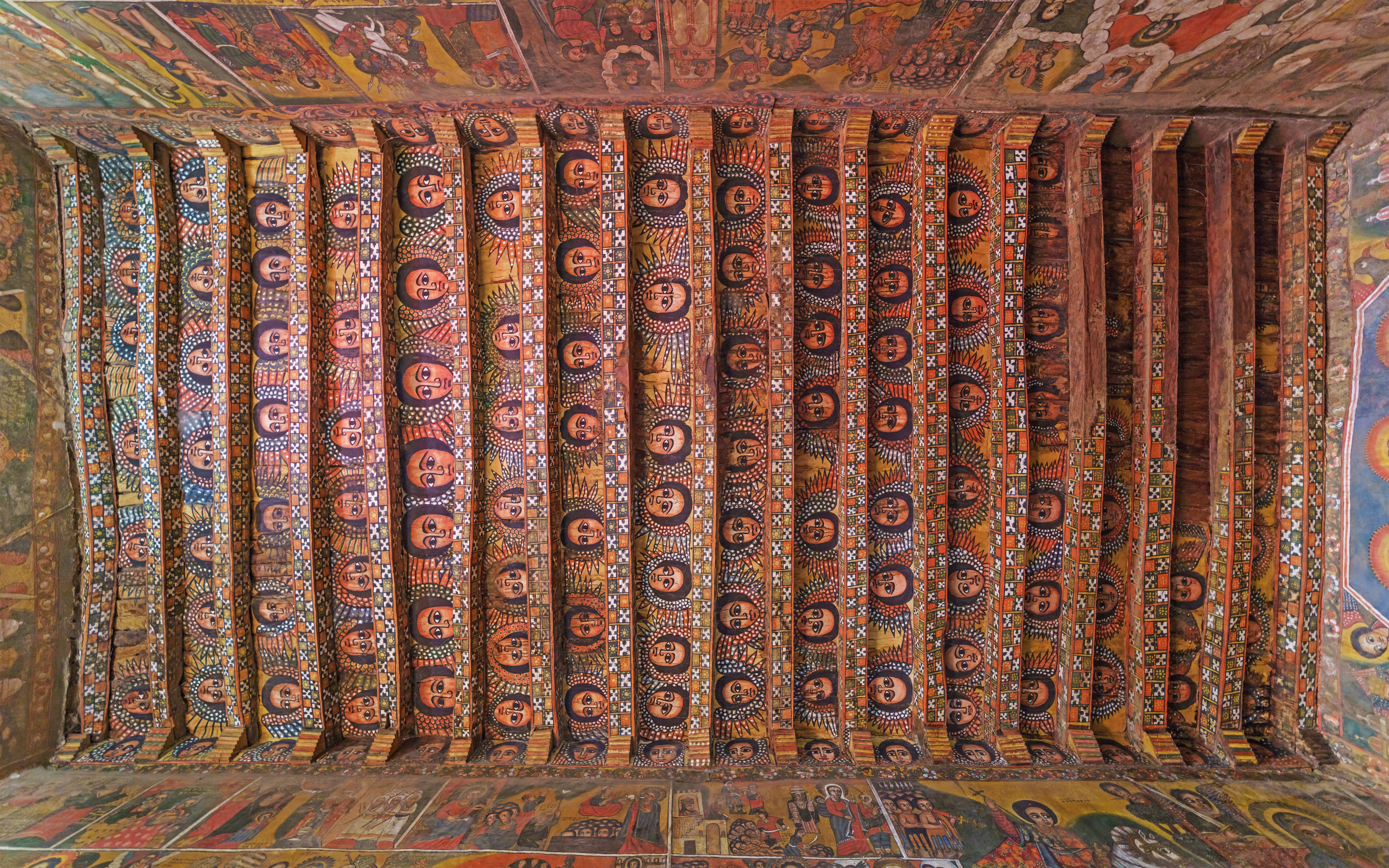
Àngels del sostre de Debre Berhan Selassie.
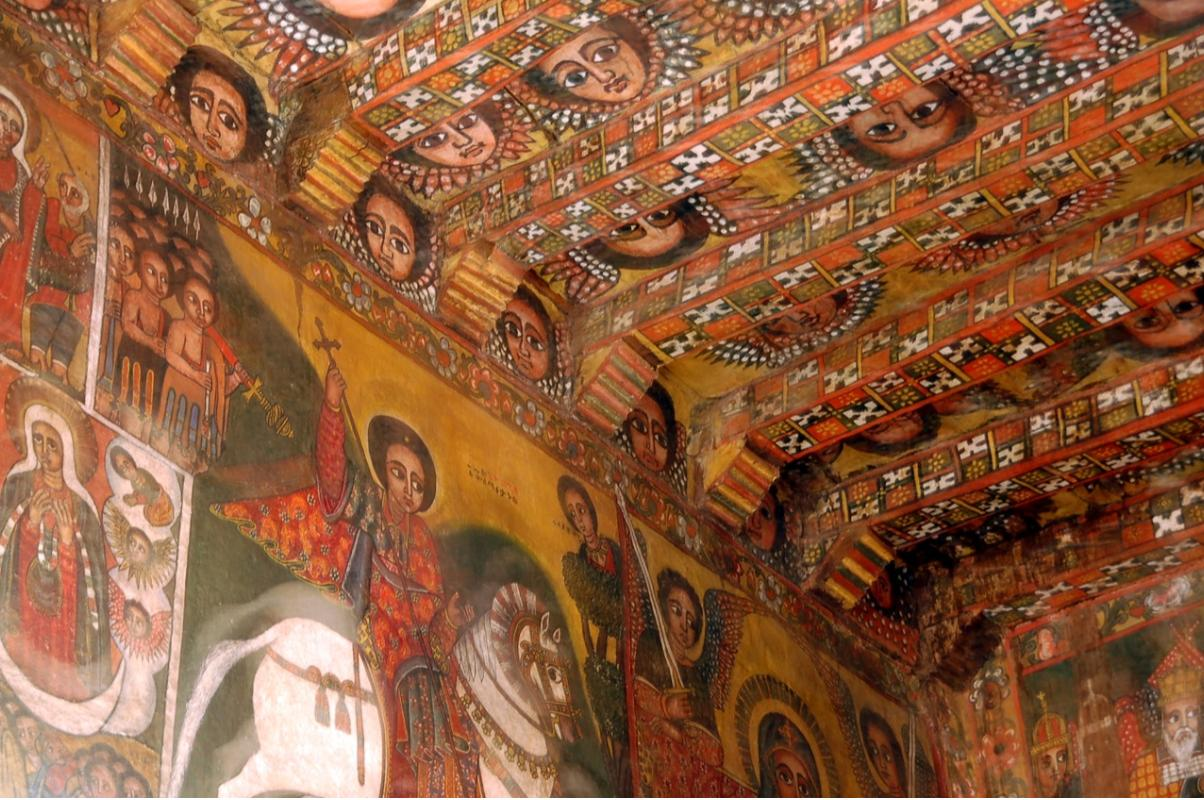
Frescs de la mateixa església.
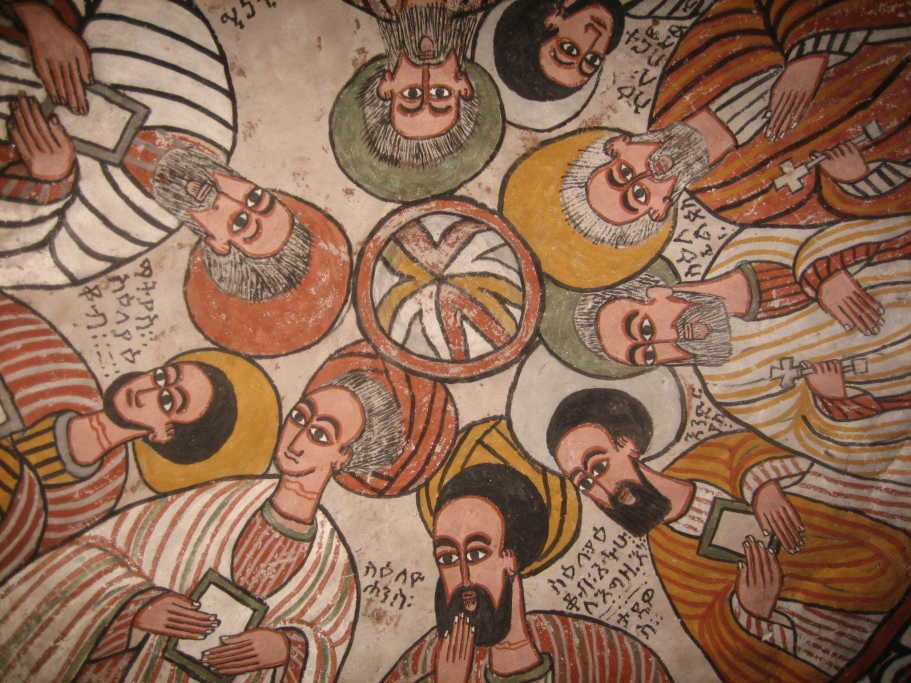
Frescs de l'església d'Abuna Yemata Guh, Gheralta.
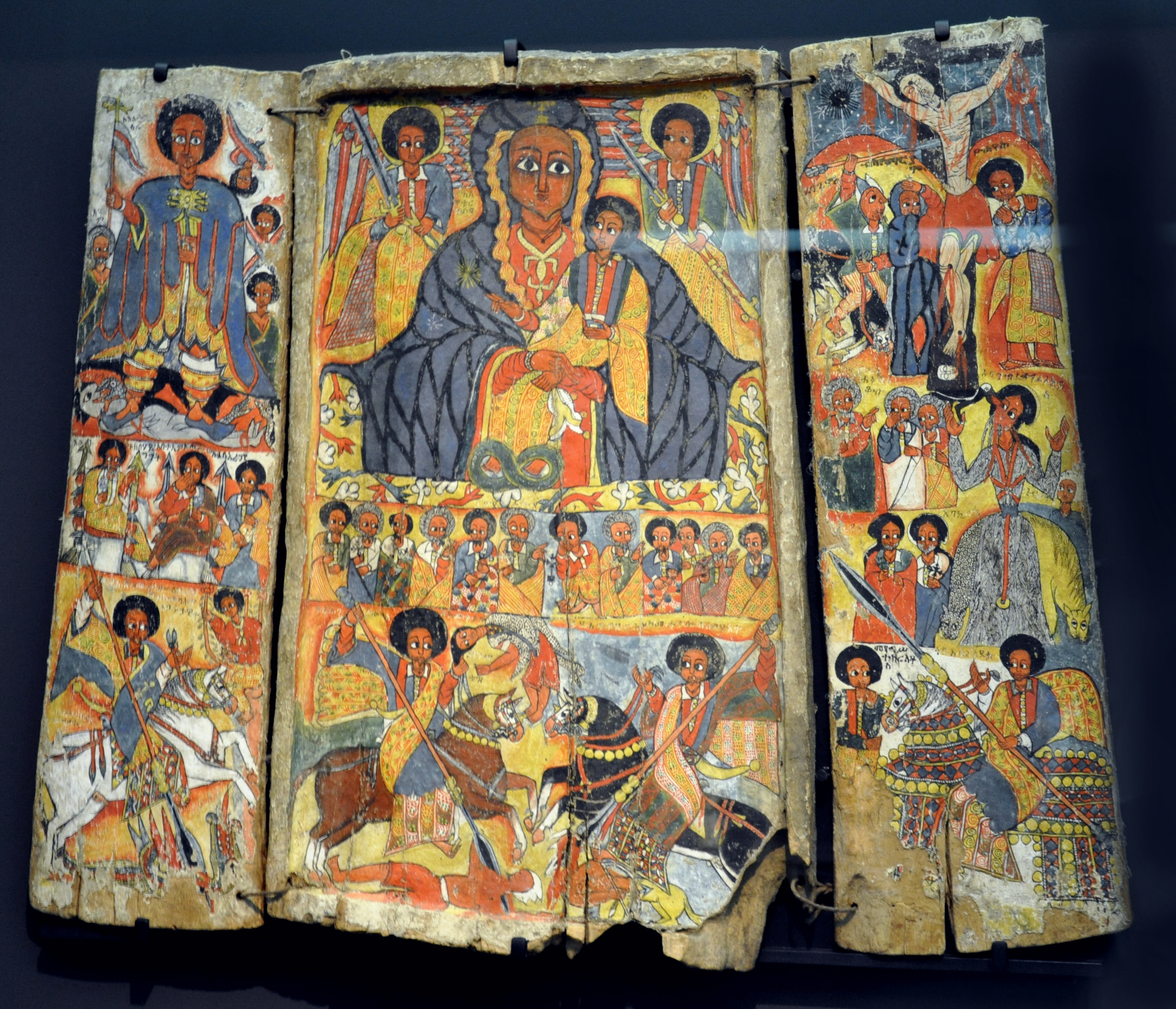
Tríptic, ca. 1700.
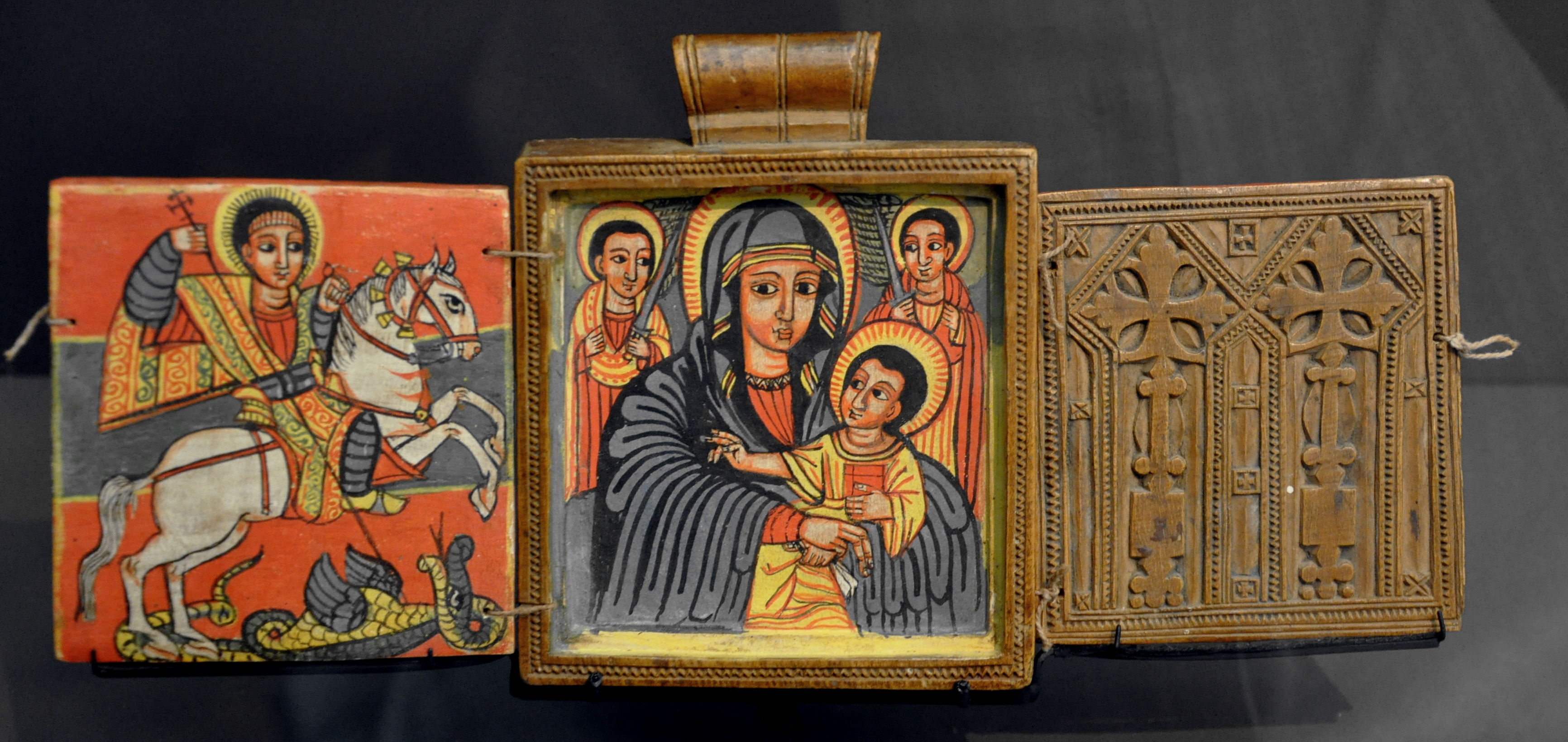
Icona penjant.
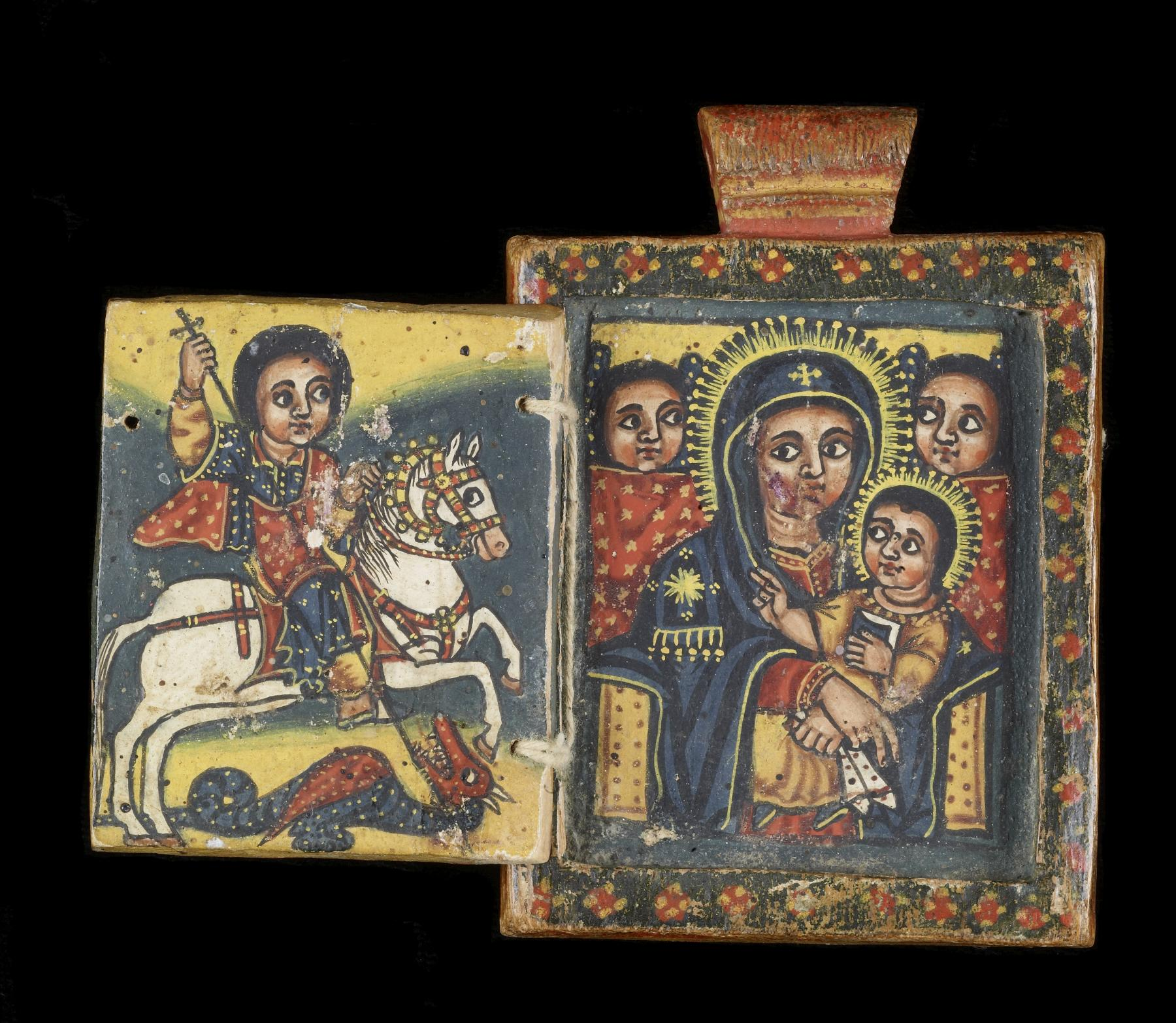
Díptic amb el mateix motiu.
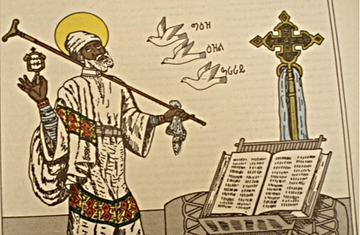
Yared representat en una icona del segle XV.
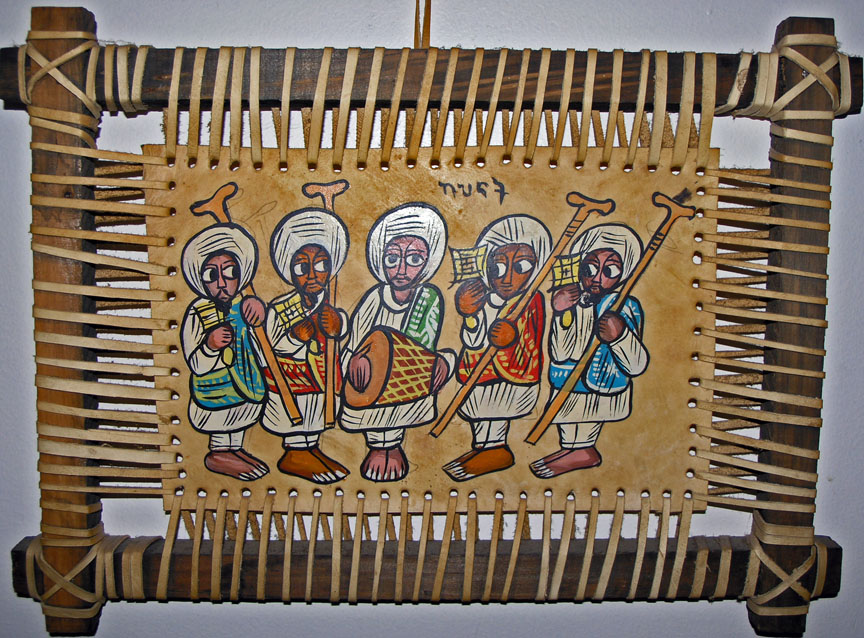
Sacerdots etíops tocant cítars i tambor, en una pintura sobre cuir.
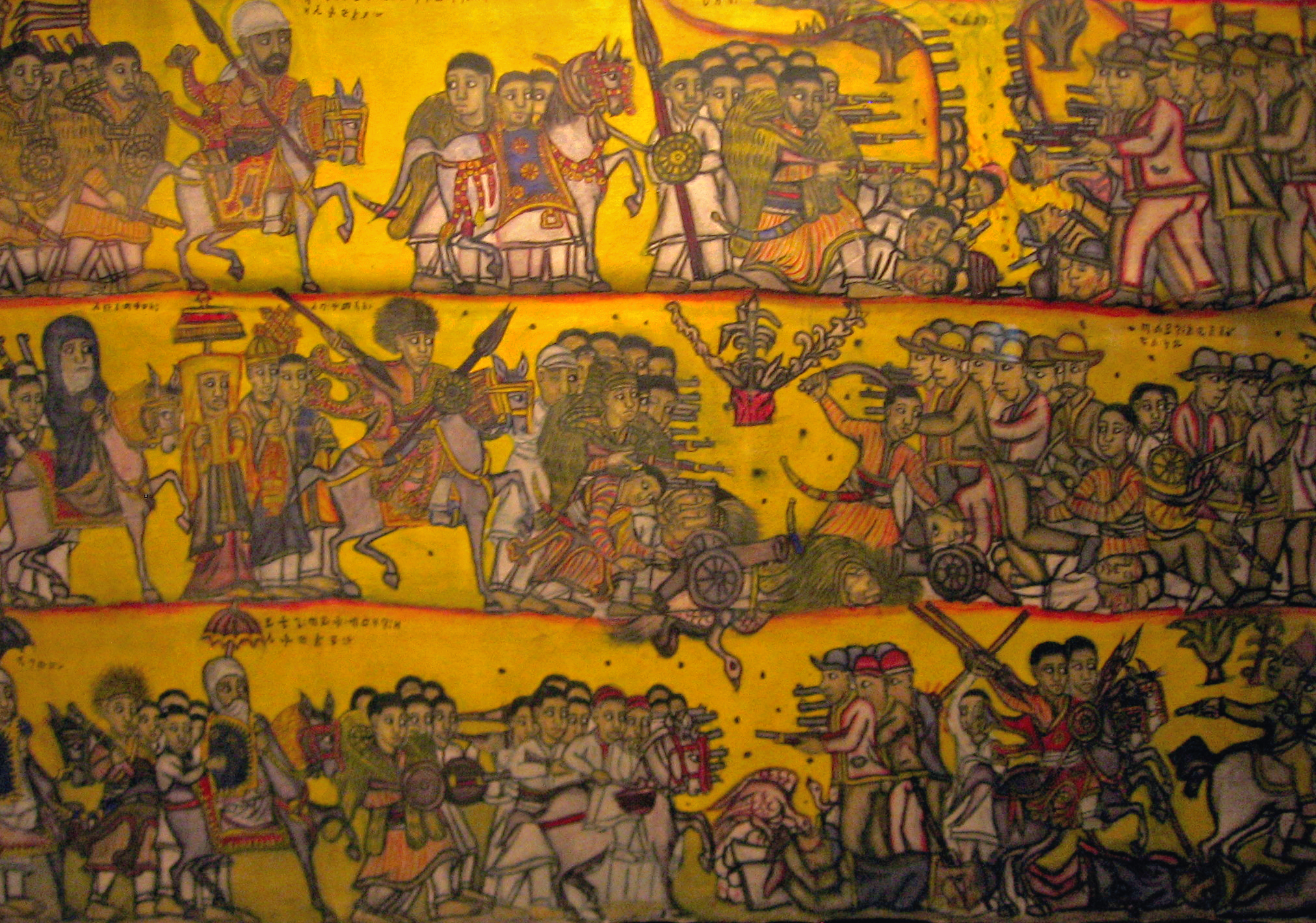
Tapís que narra labatalla d'Adua (Guerra ítalo-etíop). Hi ha una certa similitud amb el Tapís de Bayeux (normand, segle XI).
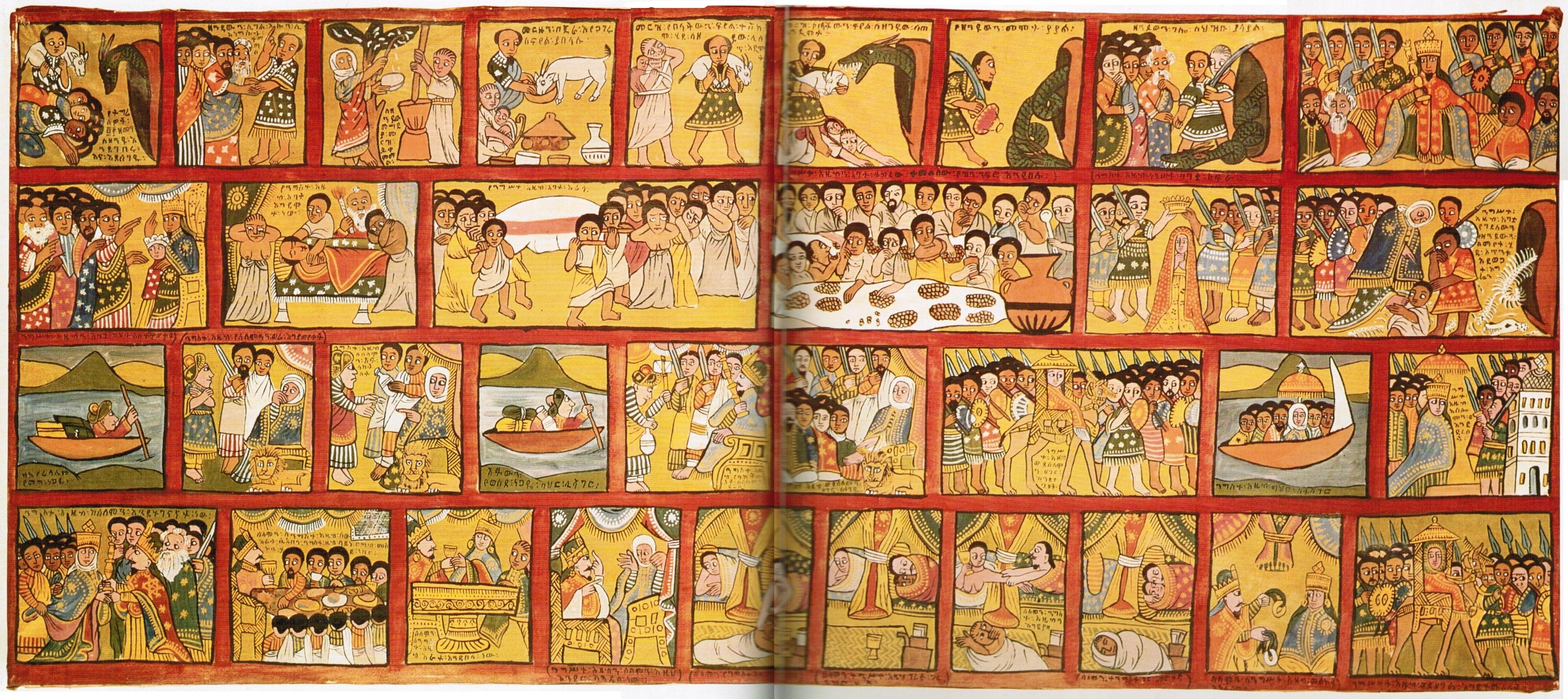
Història de Salomó i la reina de Saba, segles XVII-XIX.
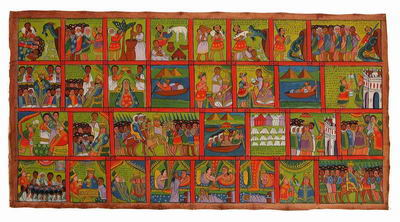
Ídem, finals de la dècada de 1920. Cal observar la continuïtat formal amb l'anterior.

## Orfebreria
A l'orfebreria etíop destaquen les creus de fusta o metall, habitualment de disseny geomètric abstracte, amb decoració d'entrellaçat i aspecte fractal. Hi és absent l'escultura antropomorfa, i només en comptades ocasions es representa la figura de Crist. La seva elaboració, iniciada als segles V o VI, es va desenvolupar com la part més original de l'art etíop des dels segles X i XII.

### Galeria

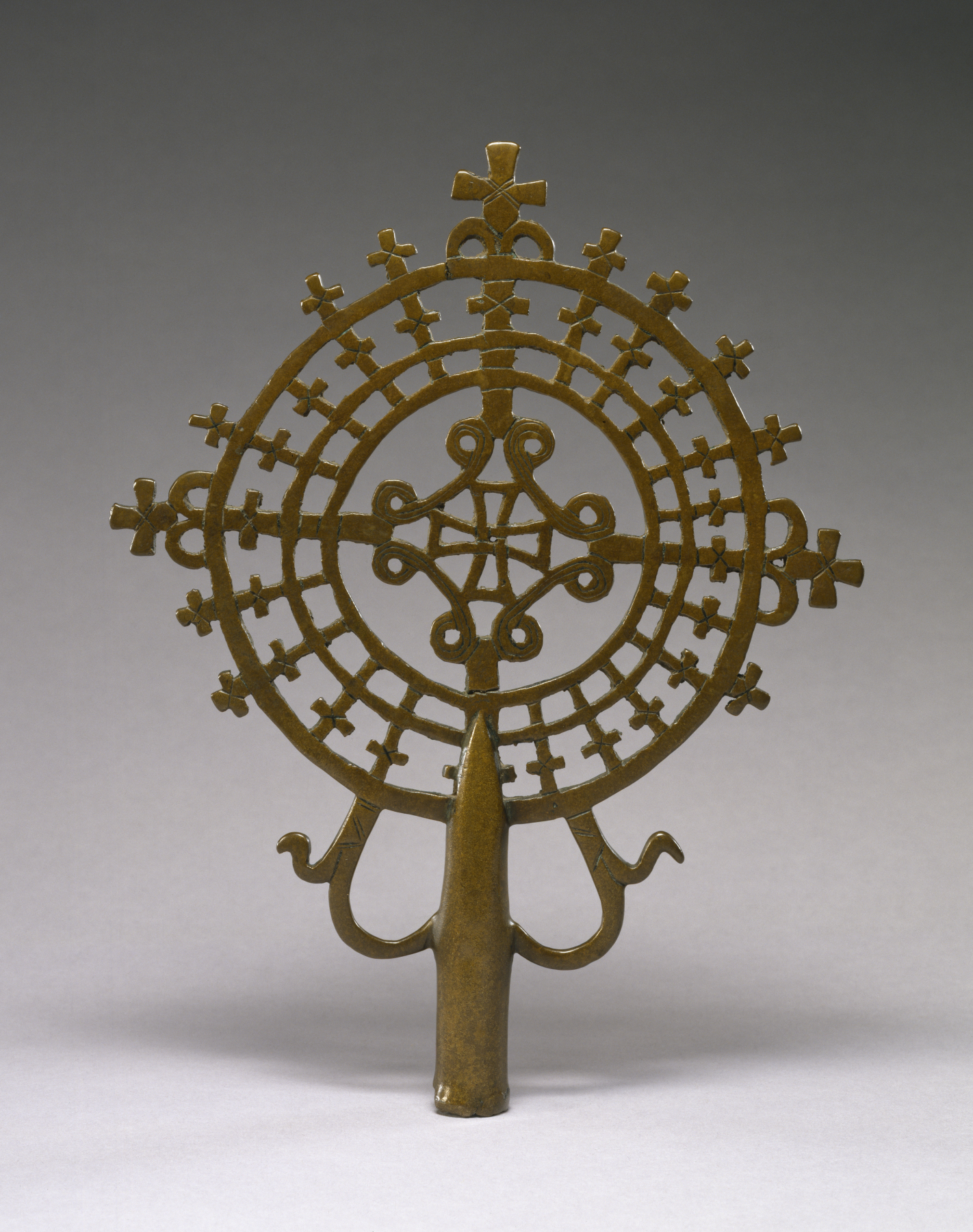
Creu processional.
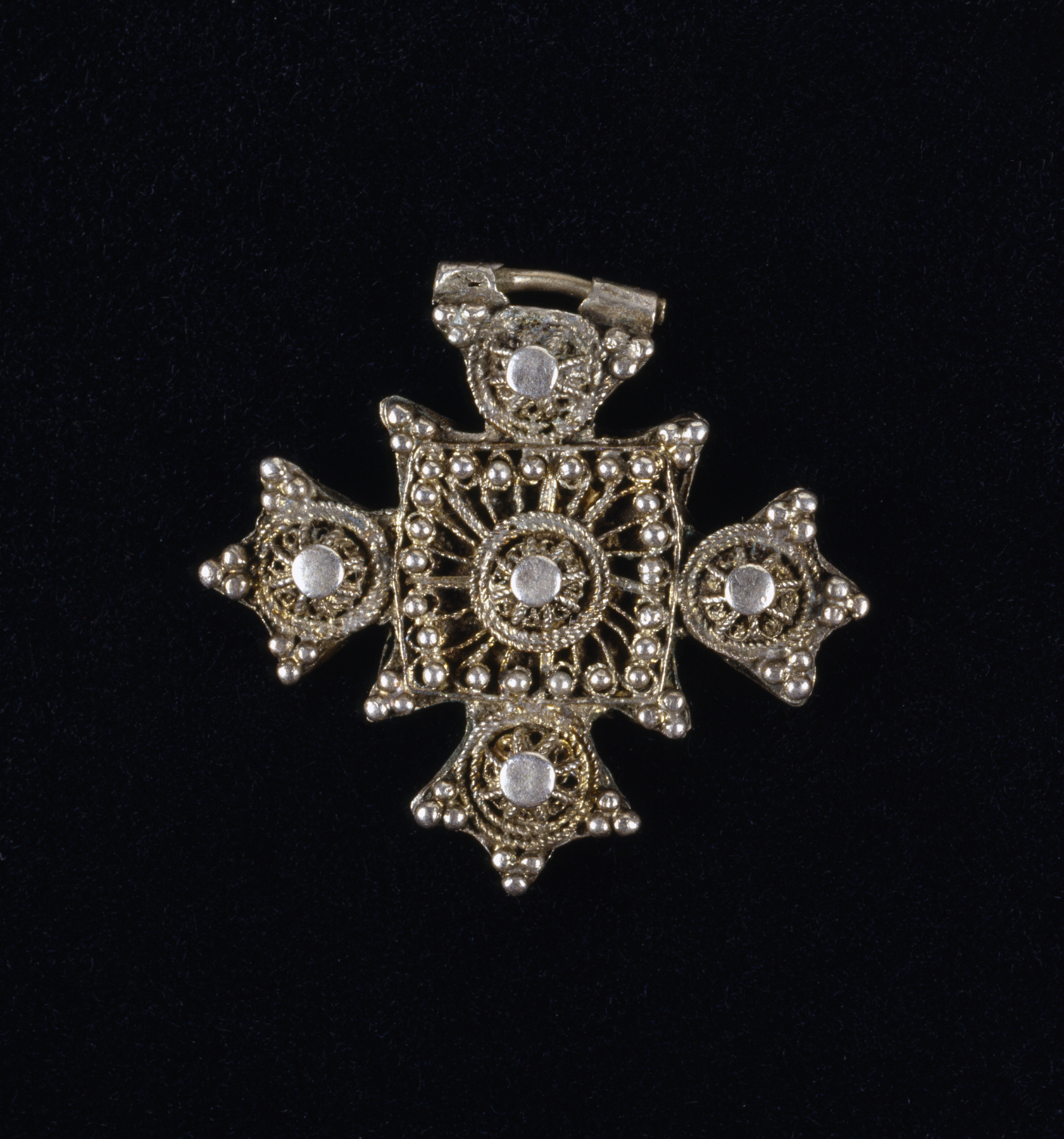
Creu de coll del segle xix.
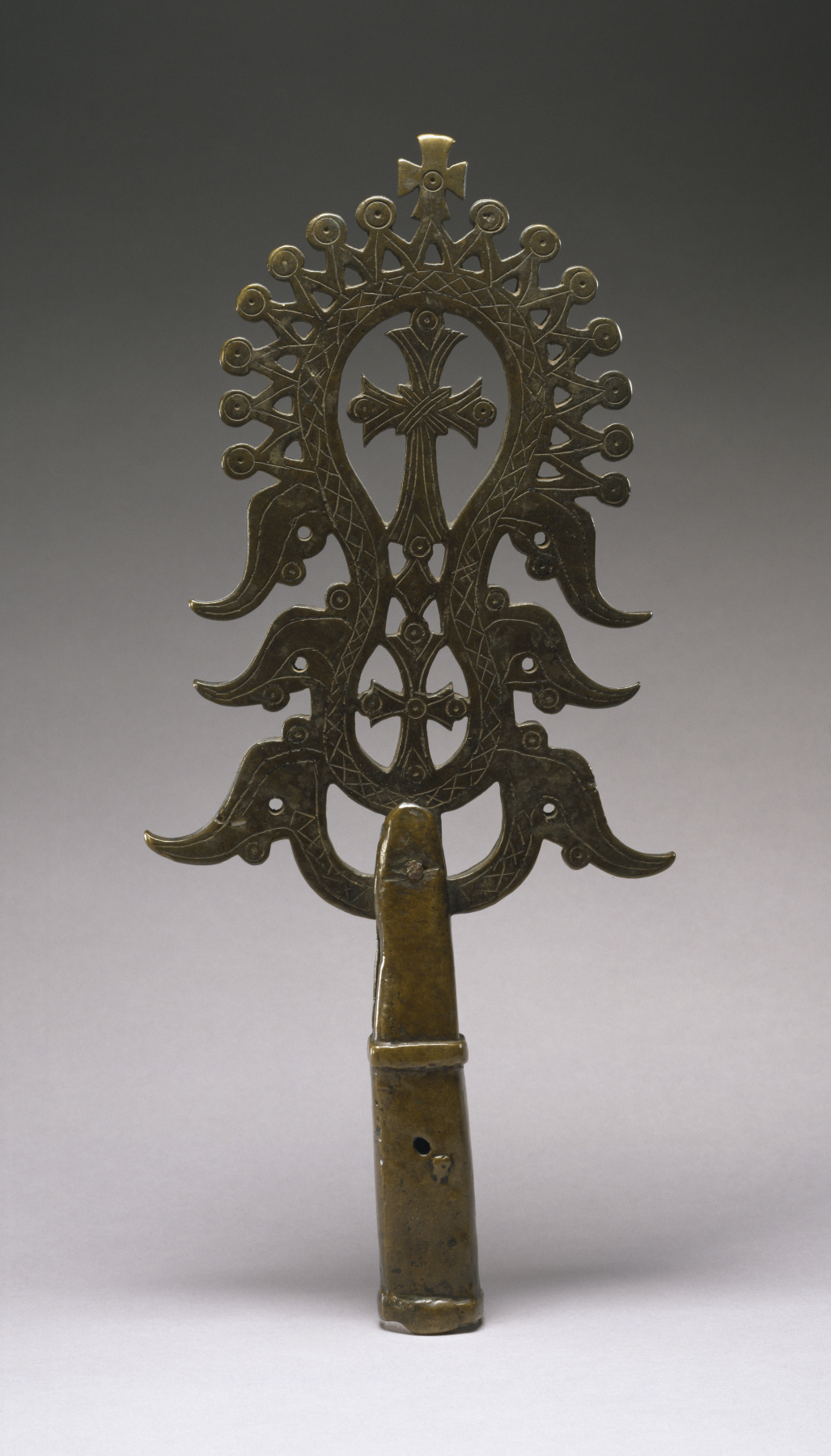
Creu processional del segle XII.
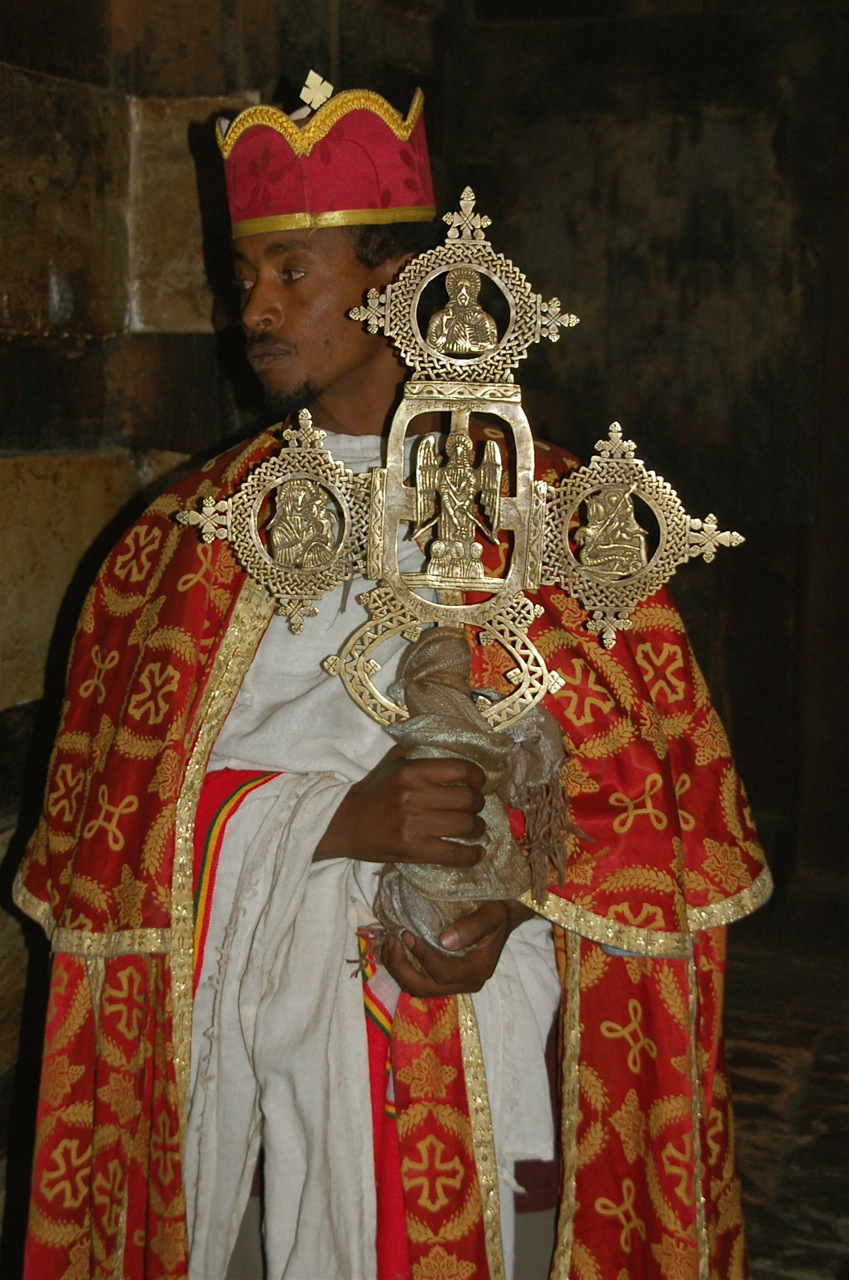
Sacerdot de l'església de Yemrehanna Krestos amb vestidures litúrgiques, portant una creu.

## Altres artesanies
Contràriament a les obres d'art religiós, els objectes d'ús quotidià, d'elaboració artesanal acurada, solen ser efímers i no es conserven d'èpoques gaire anteriors als dos darrers segles. Els diferents artesanats han estat desenvolupats en funció d'àrees culturals, definides en relació amb els sistemes agraris. A les àrees d'horta del Sud-oest, hi ha mobiliari monòxil (taules o cadires tallades en una sola peça de fusta). A les zones de cafetals es realitzen elaborats jocs de cafè. El recolzacaps és un objecte important, l'ús del qual es va expandir de sud a nord a partir del segle xvii. Solen ser monòxils, però també n'hi ha de dues peces acoblades.
La cistelleria acolorida és comuna a l'Etiòpia rural. Té múltiples formes i usos (envasos per a emmagatzematge de grans i altres aliments, mobles, arcs, etc.) La ciutat musulmana de Harar és una de les més famoses en aquesta artesania. Els cistells etíops es classifiquen com de la varietat anomenada "coiled".

### Galeria

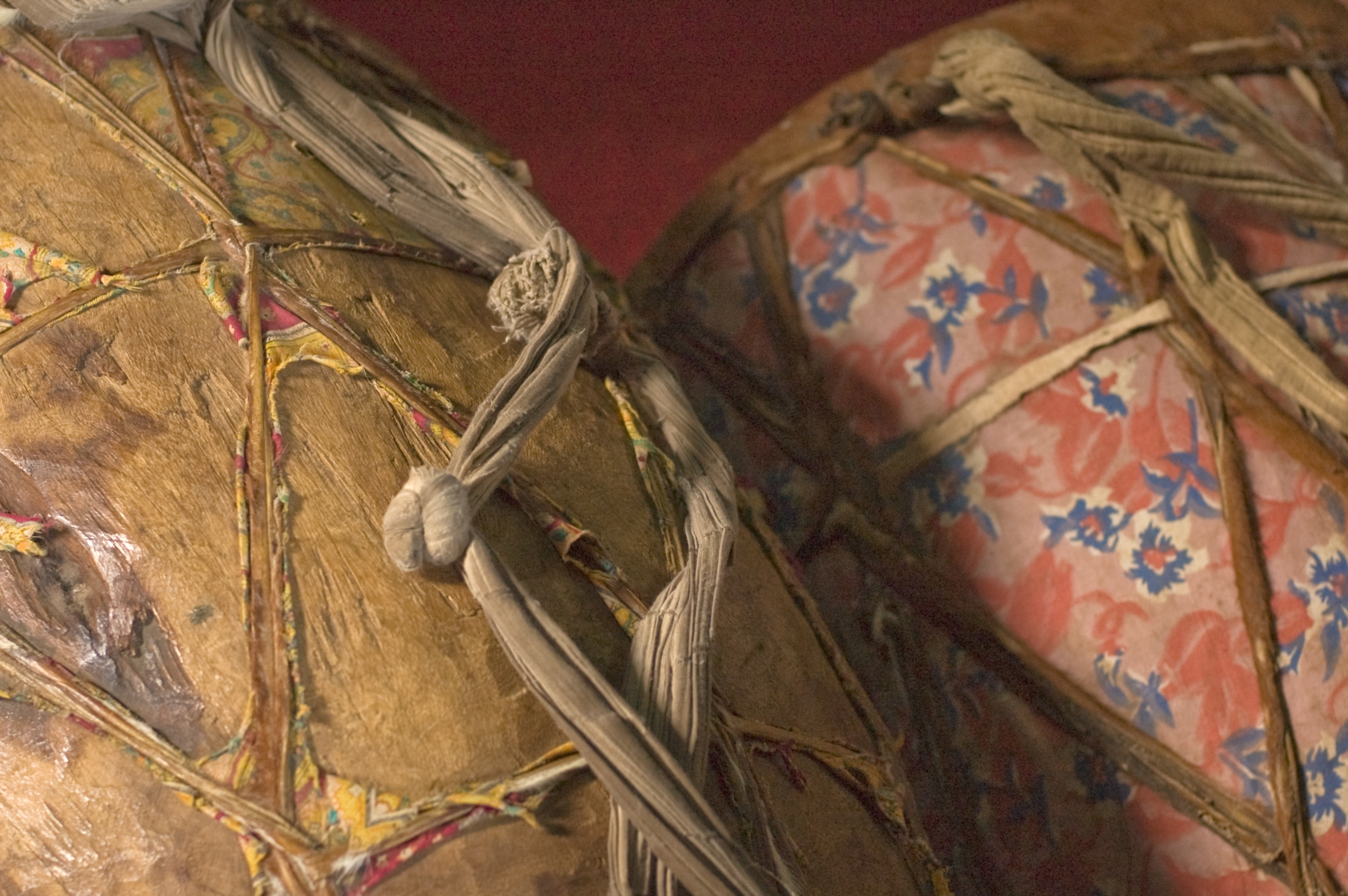
Tambors procedents de l'església de Debre Berhan Selassie.
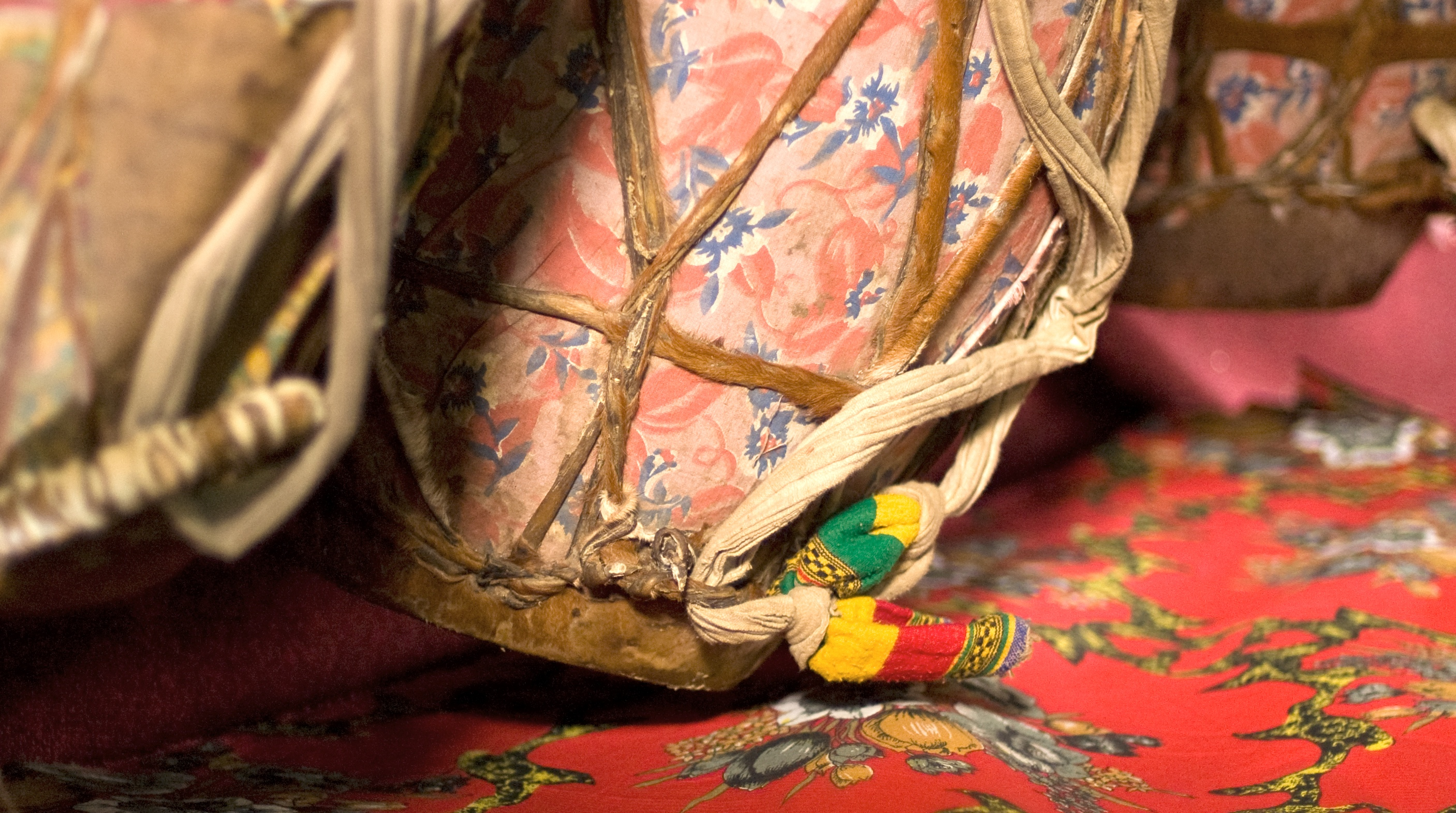
Ídem.
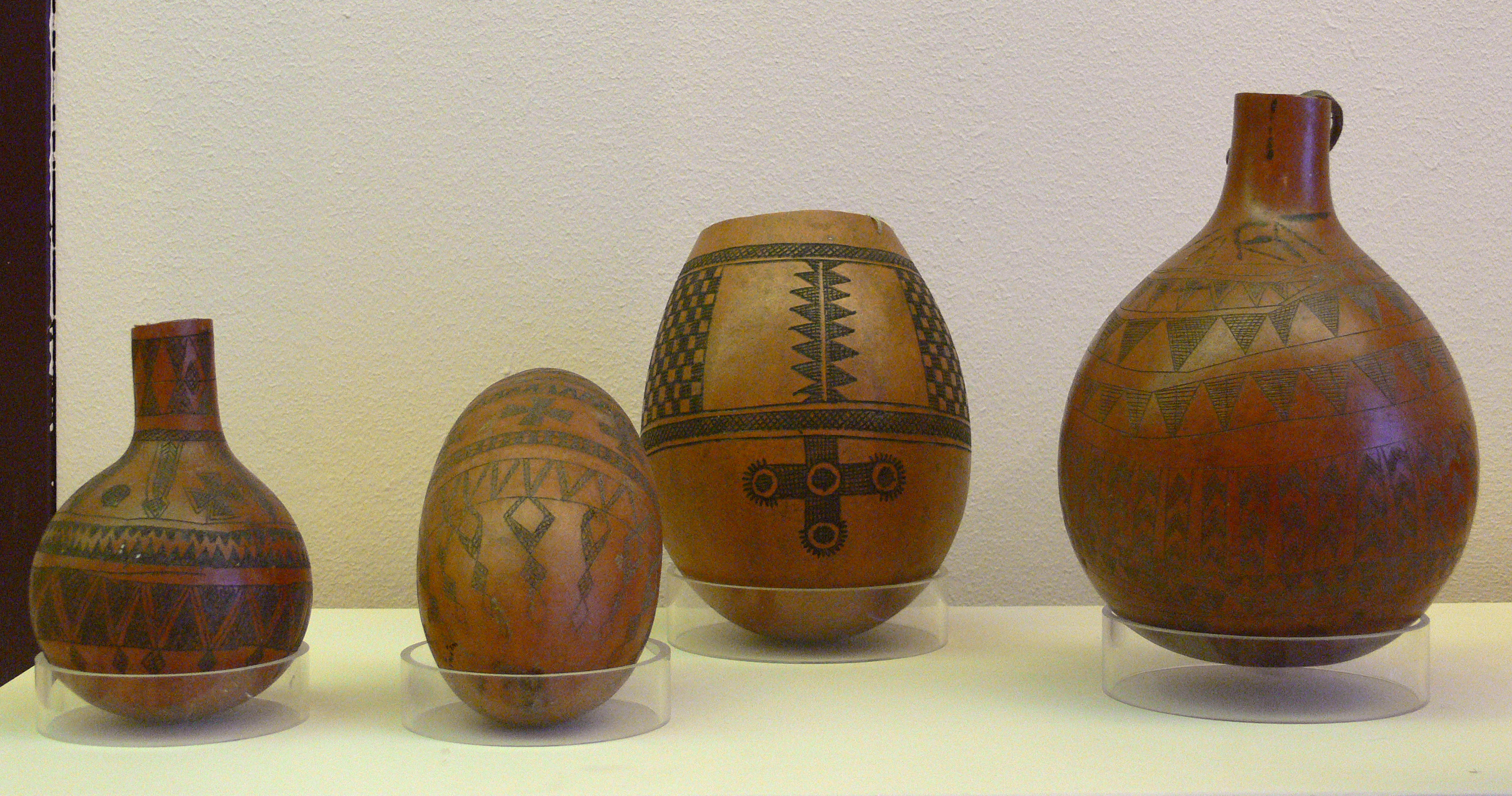
Carbasses decorades.
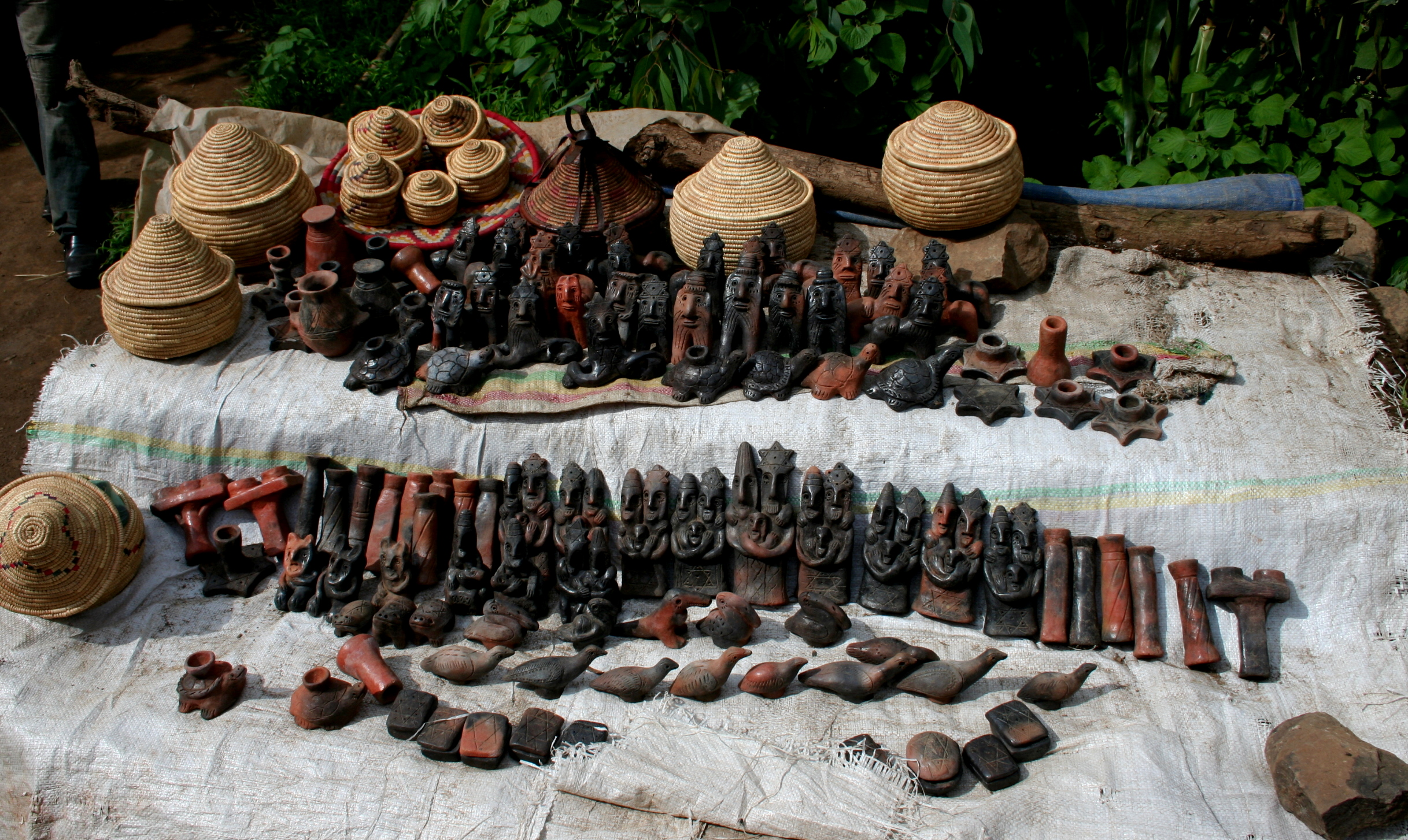
Cistelleria i ceràmica d'un poblat falasha (Gondar).
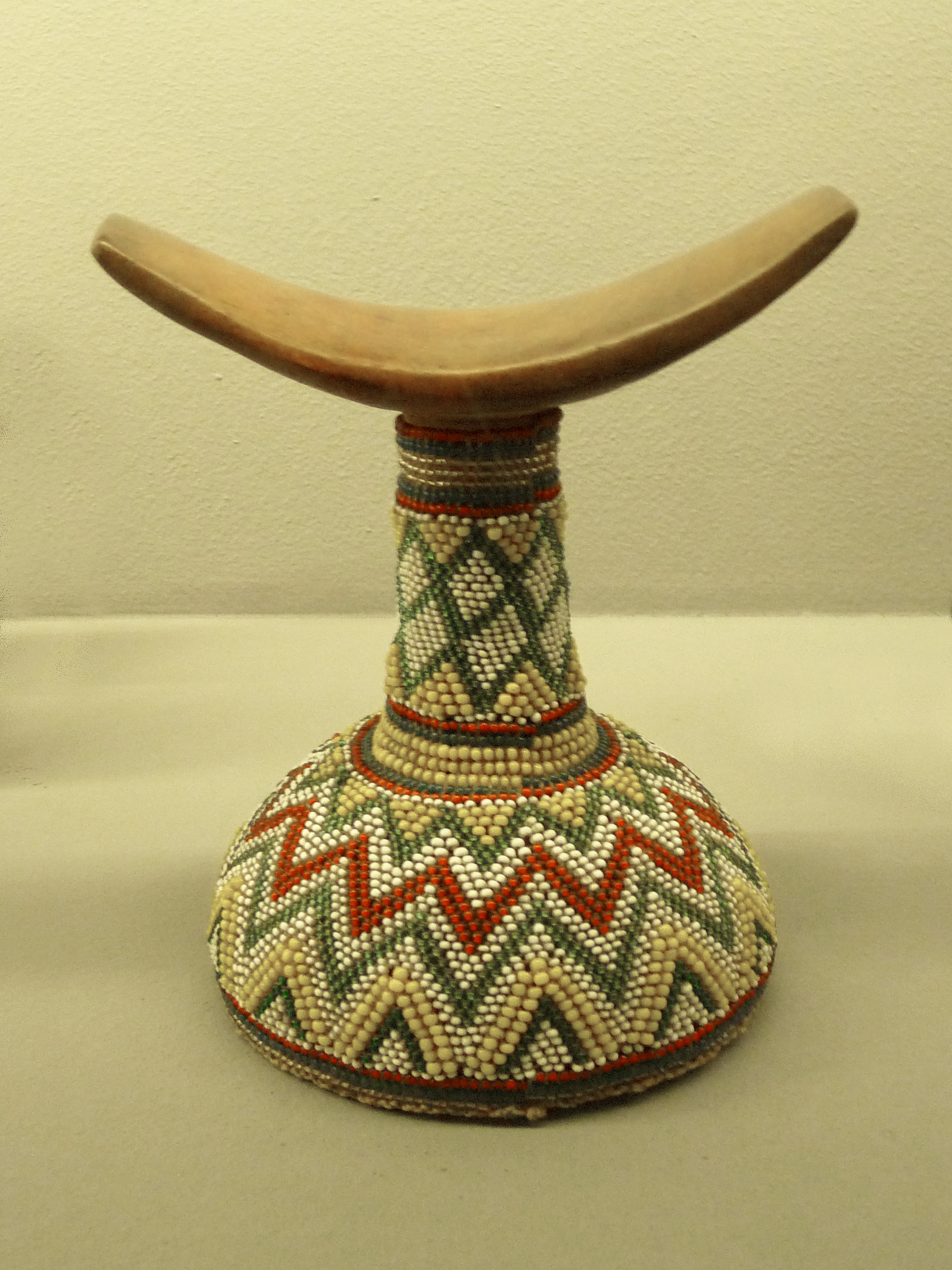
Recolza caps jimma.
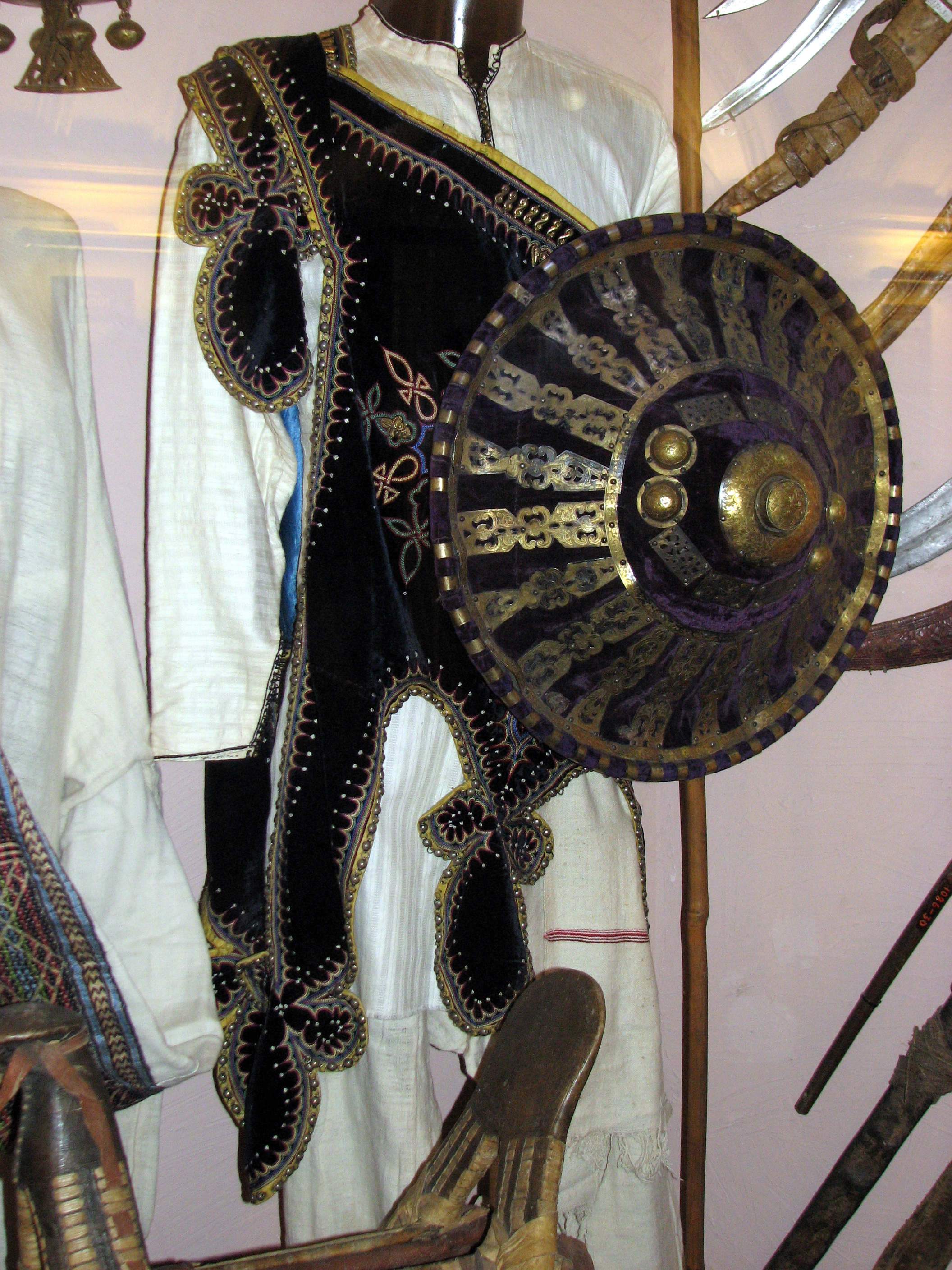
Escut tradicional.

La ceràmica, d'una extraordinària diversitat, és de gran qualitat, sobretot en les regions de Tigré, Harar, Illubabor, Welayta i Gayent. La joieria és també molt diversa, molt original entre els argobba de Harar, que també realitzen cistelleria polícroma per a la decoració interior de les cases de Harar. En el passat, les armes, especialment els escuts, eren objecte d'una elaboració artesana acurada, reforçats i decorats amb plaques metàl·liques en relleu, especialment al nord del país.
L'art corporal va tenir un gran desenvolupament des del segle xvii, quan els cristians etíops van començar a donar una gran importància al pentinat ; actualment les dones de Tigré porten un pentinat distintiu. Al sud, els nyangatom realitzen els seus pentinats amb argila, i els oromos componen elaborades perruques, les més famoses a la regió de Jimma. Els tatuatges són relativament discrets a les poblacions cristianes rurals, on les dones se solen fer tatuar una creu al front. En canvi, els mursis es tatuen extensament el cos.

## Capella etíop del Sant Sepulcre de Jerusalem

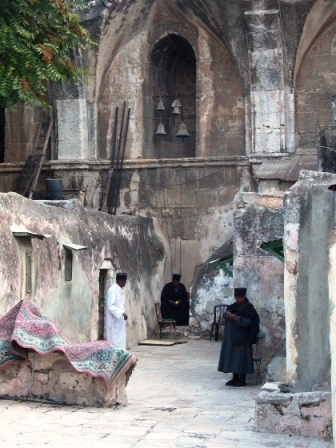
Vista de l'exterior, amb monjos etíops.

En 1808 es va aixecar, al sostre de la capella de Santa Elena de l'església del Sant Sepulcre de Jerusalem, la capella etíop (també anomenada "capella abissínia", "llogaret etíop", "monestir de Sant Antón" o " Deir es- Sulten ”), sotmesa a interminables litigis de propietat entre les diferents confessions cristianes.

### Galeria

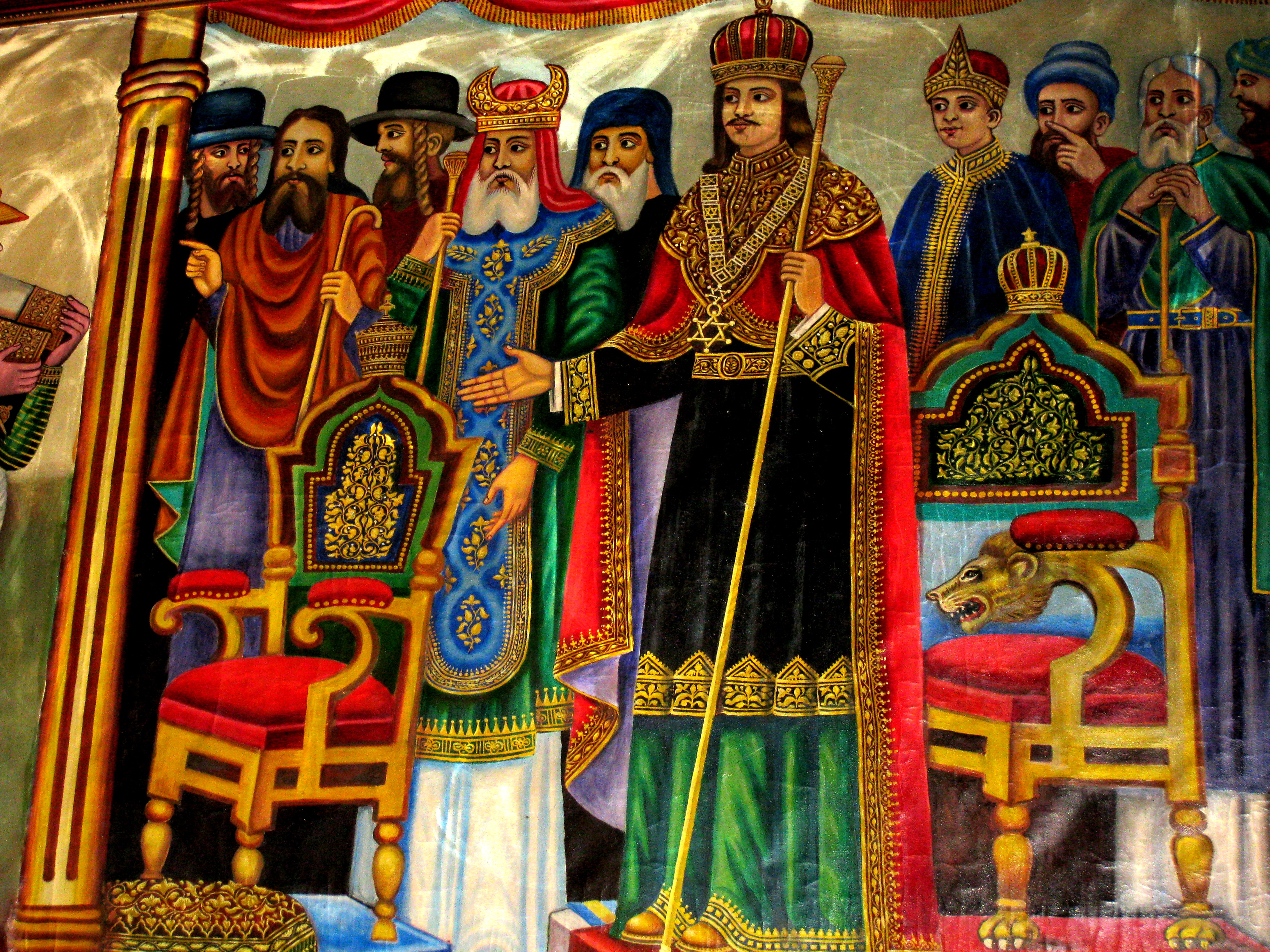
Salomó a la capella etíop.
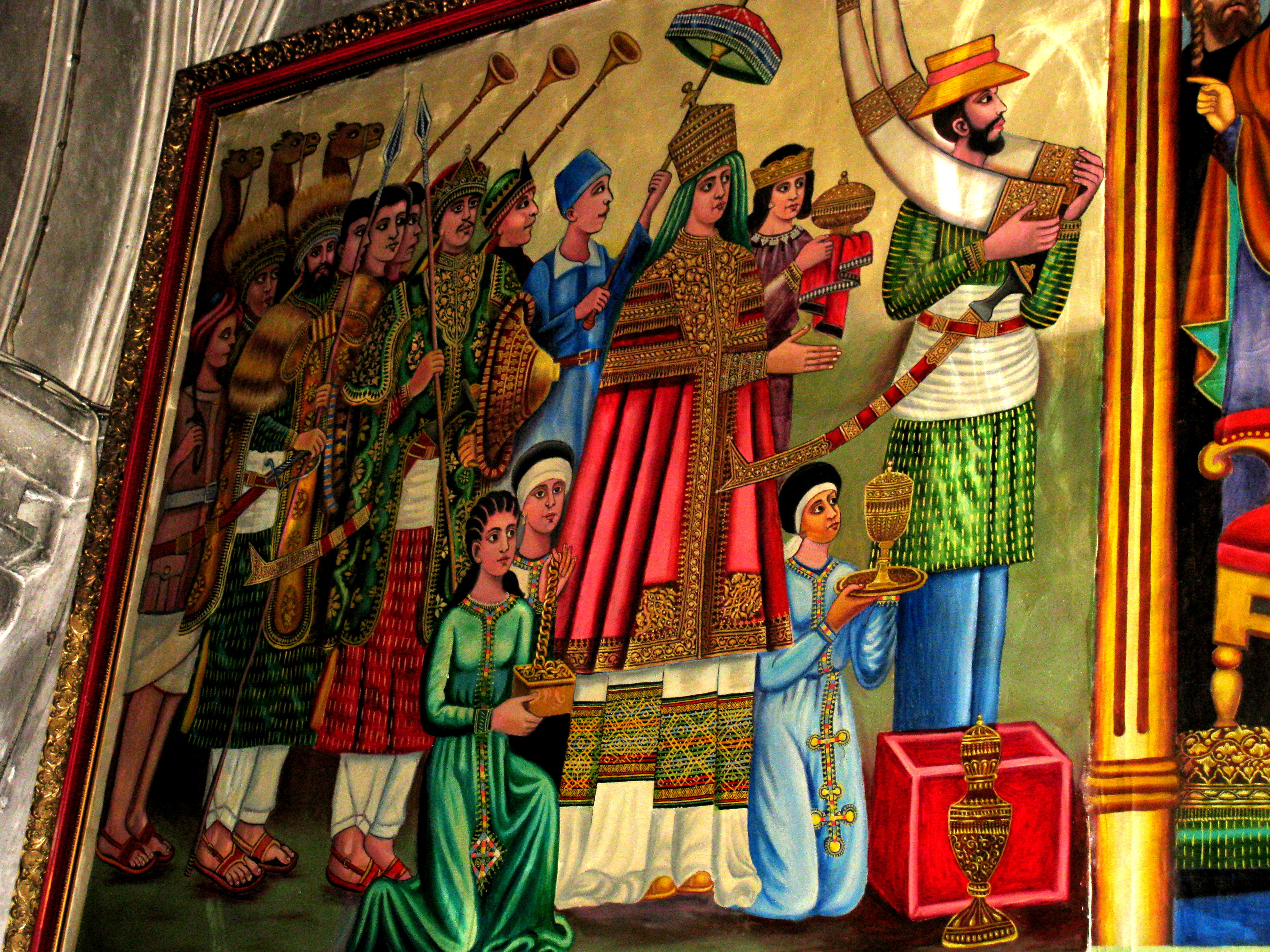
La reina de Saba, a la mateixa ubicació.
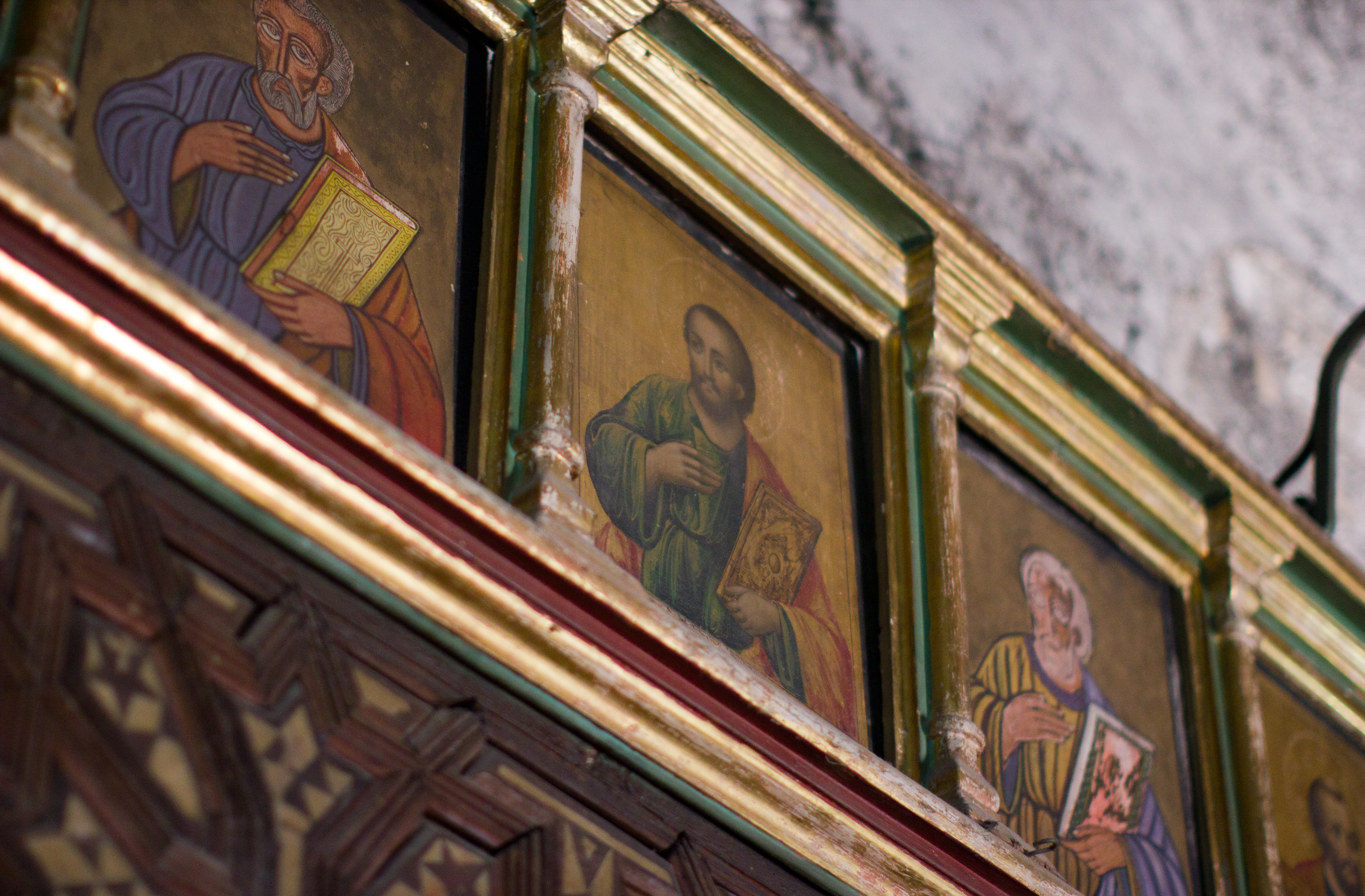
Apostolat, a la mateixa ubicació.
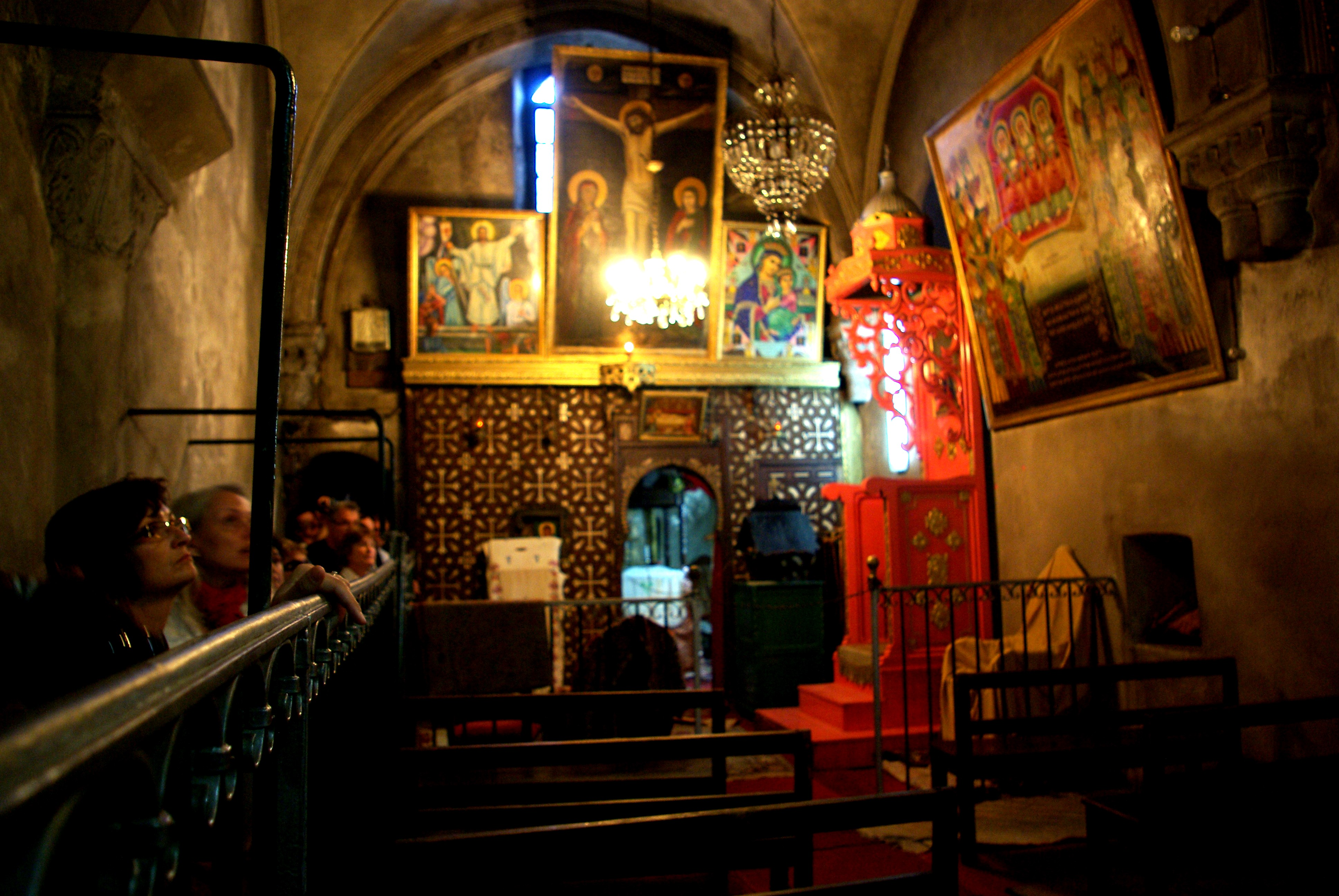
Vista de l'interior la capella.
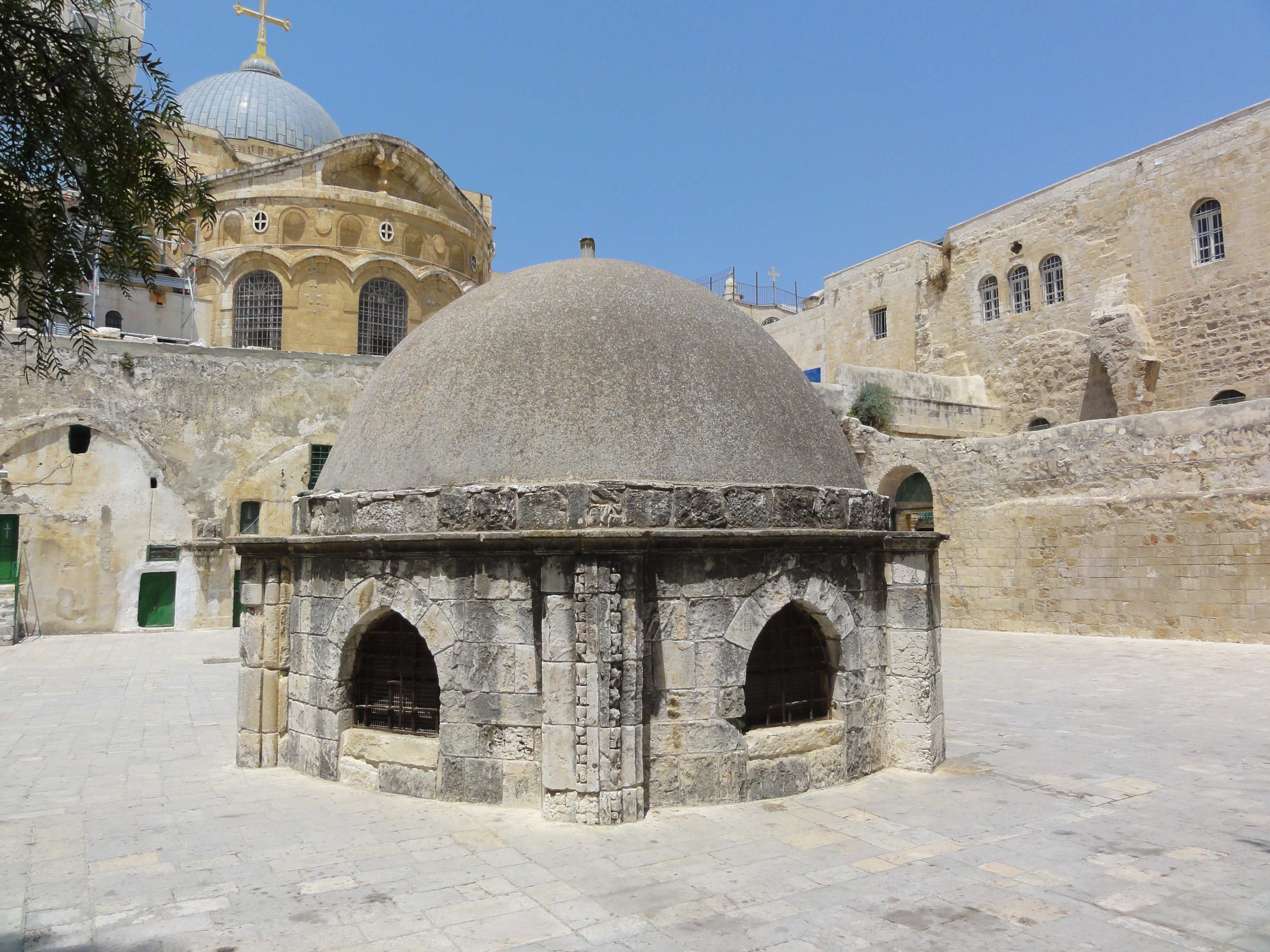
Vista de l'exterior
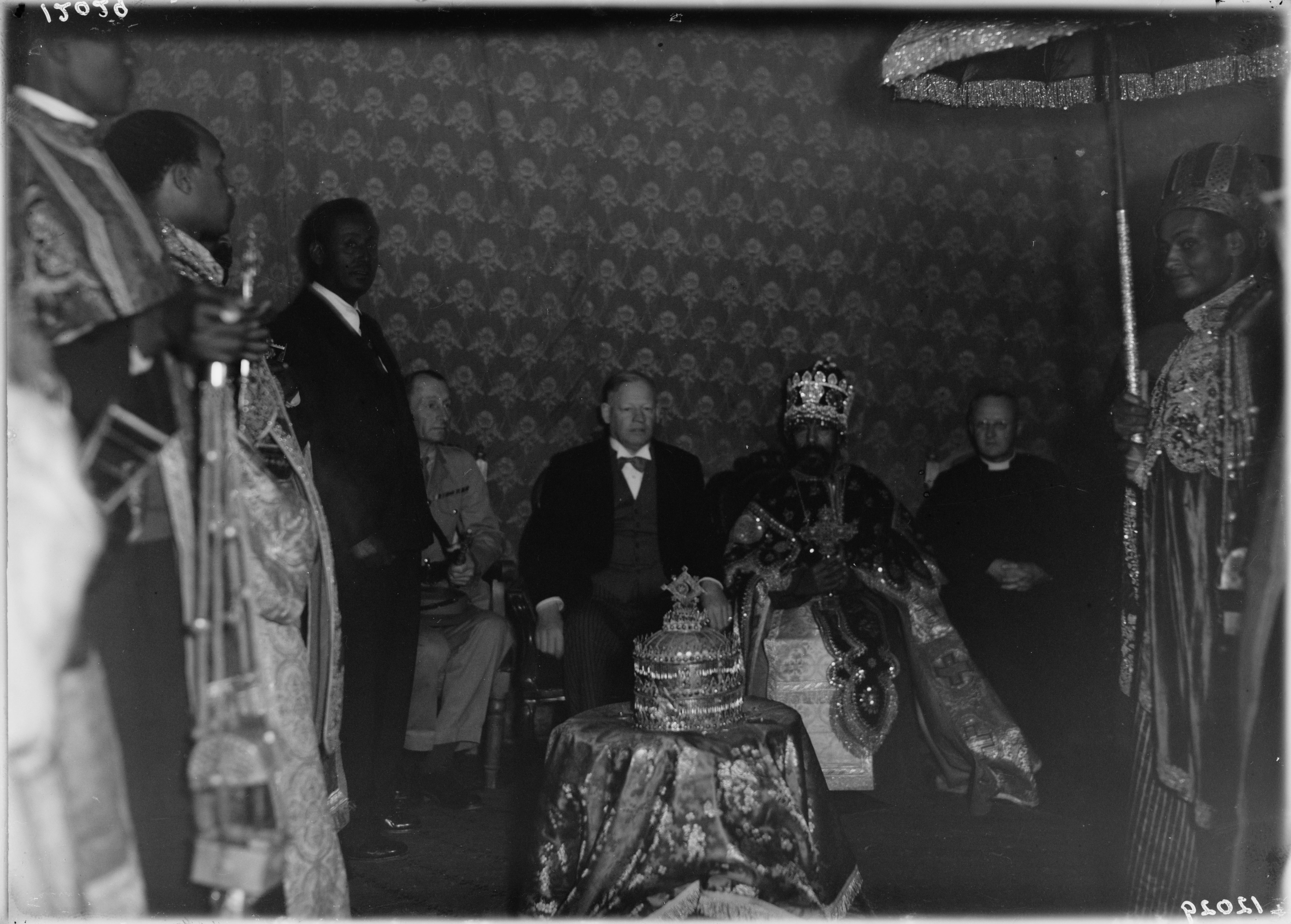
Dignataris civils i religiosos en una cerimònia (Pasqua de 1941).
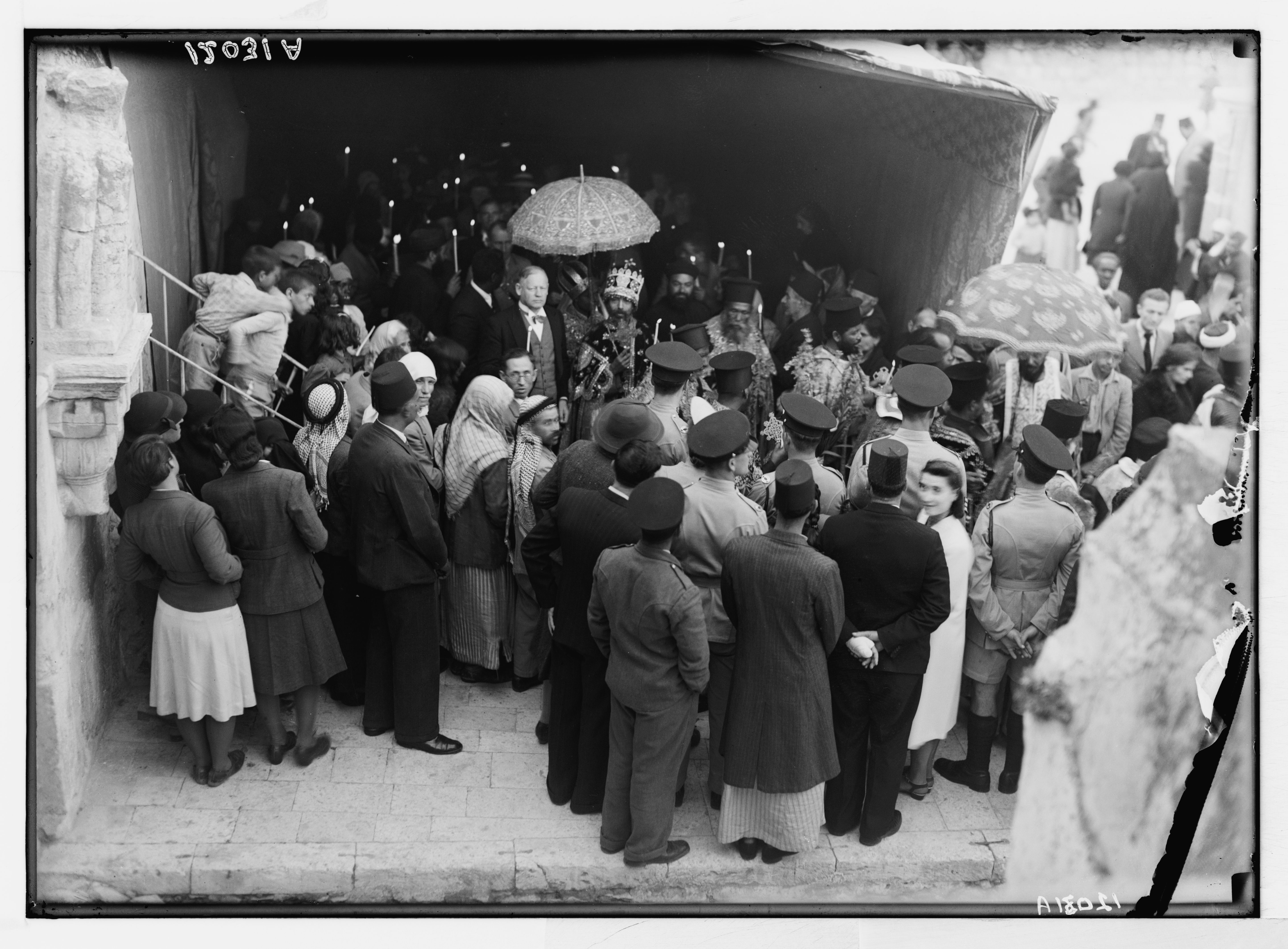
Ídem.